# Musikaliskt Tidsfördrif

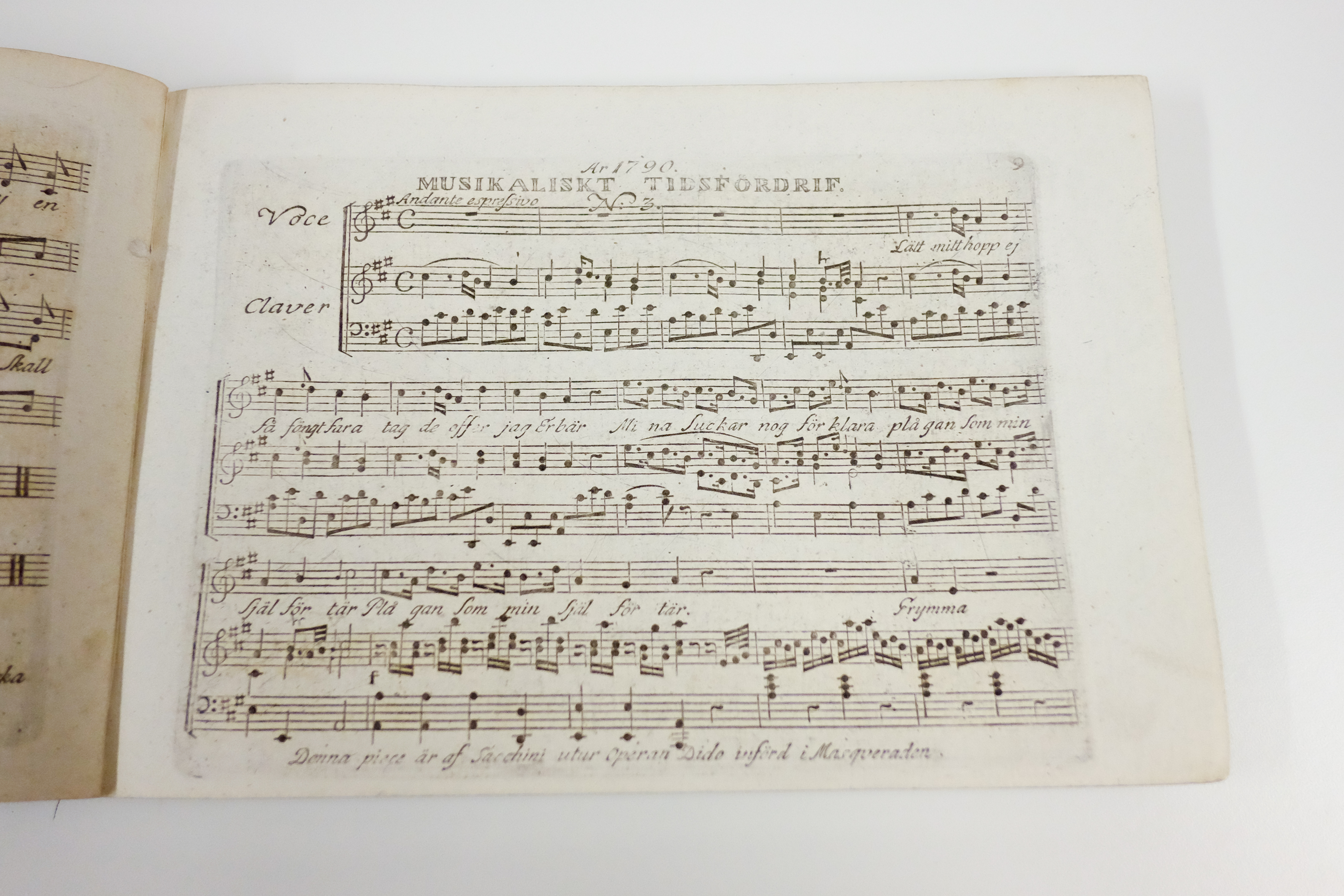
Musikaliskt Tidsfördrif nr 3 från 1790. Noter för sång och klaver. Ur Kungliga Bibliotekets musiksamlingar.

Musikaliskt Tidsfördrif var en tidskrift som utgavs 1789–1834 i Stockholm, och redaktör var Olof Åhlström.
Tidskriften innehåller sånger och pianostycken, musik för violin och piano samt arrangemang av orkestermusik för piano och utdrag ur operor m.m. En stor mängd kompositioner av samtida svenska tonsättare blev publicerade. Den ger en god inblick i konstmusikrepertoaren i Sverige under perioden.
Kungliga biblioteket i Stockholm har flera årgångar av tidskriften, och flera av dem har digitaliserats vid Göteborgs universitetsbibliotek.

## Innehåll

### 1789
| Nr | Namn                                          | Kompositör               | Textförfattare      | Arrangör | Besättning             | Övrigt             |
| -- | --------------------------------------------- | ------------------------ | ------------------- | -------- | ---------------------- | ------------------ |
| 1  | Visa "Min lefnad har ständigt besannat"       |                          | Nils Lorens Sjöberg |          | Sång och klaver        | 6 verser.          |
| 1  | Hör mina ömma suckar klaga ur Visit Timman    | Joseph Martin Kraus      |                     |          | Sång och klaver        |                    |
| 2  | Aria (Allegretto)                             | Thomas Ch ristian Walter |                     |          | Sång och klaver        |                    |
| 2  | Kozak                                         |                          | -                   |          | Klaver                 |                    |
| 3  | Favorit piece (Adagio un poco)                | Joseph Haydn             | -                   |          | Klaver                 |                    |
| 4  | Polonäs                                       |                          | -                   |          | Klaver                 |                    |
| 4  | Kom muntra löje sänk dig neder                | Olof Åhlström            |                     |          | Sång och klaver        | 8 verser.          |
| 4  | Menuett                                       | Joseph Haydn             | -                   |          | Klaver                 |                    |
| 5  | Rondo                                         | Johann Baptist Vanhal    | -                   |          | Klaver                 |                    |
| 6  | Violin solo (Rondo)                           | Johan David Zander       | -                   |          | Violin och klaver      |                    |
| 6  | Muntert                                       | Carl Stenborg            |                     |          | Sång, kör och klaver   |                    |
| 7  | Vivace ur Reichardts Musikliska Konst Magazin |                          | -                   |          | Klaver                 |                    |
| 7  | Aria ur Den bedragne Bachan                   | Olof Åhlström            |                     |          | Sång och klaver        |                    |
| 7  | Kozak                                         |                          | -                   |          | Klaver                 |                    |
| 8  | Duett (Andante)                               |                          |                     |          | Två sångare och klaver | Italienskt stycke. |
| 8  | Gyllene tiden                                 | Johan Wikmanson          |                     |          | Sång, kör och klaver   | 3 verser.          |
| 8  | Menuett                                       |                          | -                   |          | Cittra                 |                    |
| 9  | Polonäs                                       |                          | -                   |          | Klaver                 |                    |
| 9  | Polonäs                                       |                          | -                   |          | Violin                 |                    |
| 9  | Säll förflutna dagar hvar före                |                          |                     |          | Sång och klaver        |                    |
| 10 | Tema med variationer                          | Abbé Vogler              | -                   |          | Klaver                 |                    |
| 10 | Visa " Lägg af min vän, den Sorgedrägt"       | Johan Fredrik Palm       |                     |          | Sång och klaver        | 6 verser.          |
| 10 | Marsch                                        | Olof Åhlström            | -                   |          | Klaver                 |                    |
| 11 | Aria ur Una cosa rara                         | Vicente Martín y Soler   | Lorenzo Da Ponte    |          | Sång och klaver        |                    |
| 12 | Marsch (Grave et fier)                        |                          |                     |          | Klaver                 |                    |
| 12 | Visa "Ungdom du hvars hjerta hyser"           | Olof Åhlström            |                     |          | Sång och klaver        | 4 verser.          |
| 12 | Polonäs                                       |                          | -                   |          | Klaver                 |                    |
| 13 | Andante                                       | Joseph Haydn             | -                   |          | Klaver                 |                    |
| 14 | Adagio                                        | Joseph Haydn             | -                   |          | Klaver                 |                    |

### 1790
| Nr         | Namn                                | Kompositör                 | Textförfattare            | Arrangör        | Besättning      | Övrigt                                            |
| ---------- | ----------------------------------- | -------------------------- | ------------------------- | --------------- | --------------- | ------------------------------------------------- |
| 1          | Bröder, se bålen (Vivace di Molto)  | Joseph Martin Kraus        | Anna Maria Lenngren       |                 | Sång och klaver | 8 verser.                                         |
| 1          | Polonäs                             |                            |                           |                 | Klaver          |                                                   |
| 2          | Tema med variationer                | Johan David Zander         | -                         |                 | Harpa           |                                                   |
| 2          | Visa "Du som i höghet tror"         | Olof Åhlström              |                           |                 | Sång och klaver |                                                   |
| 3          | Andante espressivo ur Dido          | Antonio Sacchini           |                           |                 | Sång och klaver |                                                   |
| 4,5        | Un amante sventurato (Rondo, Largo) | Giuseppe Sarti             |                           |                 | Sång och klaver |                                                   |
| 4,5        | Rondo                               |                            |                           |                 | Sång och klaver |                                                   |
| 4,5        | Menuett                             |                            | -                         |                 | Harpa           |                                                   |
| 6          | Tema med variationer                |                            | -                         |                 | Cittra          |                                                   |
| 6          | Pastoral                            |                            | -                         |                 | Klaver          |                                                   |
| 7, 8       | Violinsonat i g-moll                | Christian Friedrich Müller | -                         |                 | Klaver?         |                                                   |
| 9          | Rondo                               | Christian Kull             | -                         |                 | Klaver          |                                                   |
| 9          | Ode                                 | Gluck                      | Översättning av Klopstock |                 | Sång och klaver |                                                   |
| 9          | Kinesisk balett                     |                            |                           |                 | Klaver          |                                                   |
| 10         | Andante                             |                            |                           |                 | Sång och klaver | Uppförd 24 januari 1787 i sällskapet Utile Dulci. |
| 10         | Menuett                             |                            |                           |                 | Klaver          |                                                   |
| 11         | Aria ur Pelegrimerne                | Gluck                      |                           |                 | Sång och klaver |                                                   |
| 11         | Marsch                              |                            |                           |                 | Klaver          |                                                   |
| 12, 13, 14 | Ouvertyr till Gustav Adolph         | Georg Joseph Vogler        |                           |                 | Klaver          |                                                   |
| 12, 13, 14 | Cantabile                           |                            |                           |                 | Sång och klaver |                                                   |
| 15         | Pastoral                            | Olof Åhlström              |                           |                 | Klaver          |                                                   |
| 15         | Cantabile                           |                            |                           |                 | Sång och klaver |                                                   |
| 15         | Rondo                               |                            |                           |                 | Klaver          |                                                   |
| 16         | Andantino ur Collonien              | Antonio Sacchini           |                           |                 | Sång och klaver |                                                   |
| 17         | Adagio                              | Vanal                      |                           |                 | Klaver          |                                                   |
| 17         | Amoroso ur Julie                    | Nicolas Dezède             |                           |                 | Sång och klaver |                                                   |
| 18, 19     | Allegro ur Arsene                   | Pierre-Alexandre Monsigny  |                           |                 | Sång och klaver |                                                   |
| 18, 19     | Polonäs                             | Zander                     |                           |                 | Klaver          |                                                   |
| 20         | Allegretto                          |                            |                           |                 | Klaver          |                                                   |
| 20         | Andante                             |                            |                           |                 | Klaver          |                                                   |
| 20         | Menuett                             |                            |                           |                 | Klaver          |                                                   |
| 21, 22     | Allegro ur Frigga Olof Åhlström     |                            |                           | Sång och klaver |                 |                                                   |
| 21, 22     | Polonäs                             |                            |                           |                 | Klaver          |                                                   |
| 21, 22     | Polonäs                             |                            |                           |                 | Klaver          |                                                   |
| 23         | Grazioso                            |                            |                           |                 | Harpa           |                                                   |
| 23         | Andante ur Mexikanska systrarna     | Joseph Martin Kraus        |                           |                 | Sång och klaver |                                                   |
| 23         | Marsch                              | Seterholm                  |                           |                 | Klaver          |                                                   |
| 24, 25     | Menuett                             | Seterholm                  |                           |                 | Klaver          |                                                   |
| 24, 25     | Menuett                             | Nils Barck (1760–1822)     |                           |                 | Sång och klaver |                                                   |
| 24, 25     | Visa                                | Olof Åhlström              |                           |                 | Sång och klaver |                                                   |
| 24, 25     | Allegretto con Variatione           | Joseph Haydn               |                           |                 | Klaver          |                                                   |
| 26, 27     | Allegro maestoso ur pianosonat nr 8 | Wolfgang Amadeus Mozart    | -                         | -               | Klaver          |                                                   |
| 26, 27     | Marsch                              |                            | Carl Michael Bellman      |                 | Sång och klaver |                                                   |
| 28, 29     | 8 Variationer i F-dur               | Wolfgang Amadeus Mozart    | -                         | -               | Klaver          | På temat "Dieu d'amour" av André Grétry.          |
| 28, 29     | Polonäs                             |                            |                           |                 | Klaver          |                                                   |
| 30         | Polonäs                             |                            |                           |                 | Klaver          |                                                   |
| 30         | Visa                                |                            |                           |                 | Sång och klaver |                                                   |
| 30         | Menuetto al Roverscio               | Joseph Haydn               |                           |                 | Klaver          |                                                   |

### 1791
| 1                 | Ur kupletter till Tom Jones       | Johan David Zander (tonsättare)     |   |
| 1                 | Adagio non troppo                 | Ignace Pleyel                       | - |
| 2 och 3           | Vivace                            | Joseph Haydn                        | - |
| 2 och 3           | Andante ur Zemire och Azor        |                                     |   |
| 4 och 5           | Allegro                           | Joseph Haydn                        | - |
| 4 och 5           | Kör ur Äventyraren                | Joseph Martin Kraus                 |   |
| 6                 | Scherzando                        | Nils Barck (1760–1822)              | - |
| 6                 | Andantino ur Ynglingen            |                                     |   |
| 6                 | Andante ma non troppo             | Ignace Pleyel                       | - |
| 7                 | Menuett                           |                                     | - |
| 6                 | Poco lento ur Det oeniga äkta par | Wolf                                |   |
| 8 och 9           | Vivace                            | Joseph Haydn                        | - |
| 8 och 9           | Andante ur Gustaf Adolph          | Abbé Vogler                         |   |
| 8 och 9           | Cantabile                         | Ignace Pleyel                       | - |
| 10, 11 och 12     | Tema med variationer              | Wolfgang Amadeus Mozart             | - |
| 13 och 14         | Ouvertyren ur Äventyraren         | Joseph Martin Kraus                 | - |
| 15                | Andante med variationer           | Ignace Pleyel                       | - |
| 15                | Andante                           |                                     |   |
| 16                | Aria ur Äventyraren               | Carl Stenborg                       |   |
| 17                | Grazioso                          |                                     | - |
| 17                | Allegro ur föraktaren             | Olof Åhlström                       |   |
| 17                | Allegro me non troppo             | Carl Stenborg                       |   |
| 17                | Allegro                           |                                     |   |
| 18                | Larghetto                         |                                     | - |
| 18                | Visa (Andante)                    |                                     |   |
| 18                | Polonäs                           |                                     | - |
| 19, 20 och 21     | Tema med variationer              | Abbé Vogler                         | - |
| 19, 20 och 21     | Allegretto                        | Johan Fredrik Palm                  |   |
| 19, 20 och 21     | Visa                              | Karsten                             |   |
| 22                | Andante                           |                                     | - |
| 22                | Vårens ankomst (Grazioso)         | Olof Åhlström                       |   |
| 22                | Menuett                           | Ignace Pleyel                       | - |
| 23, 24 och 25     | Sinfonie                          | Joseph Haydn                        | - |
| 26, 27, 28 och 29 | Sinfonie                          | Joseph Haydn (klaverutdrag av Palm) | - |
| 30                | Menuett                           |                                     | - |
| 30                | Förnöjsamheten (Andante con moto) |                                     |   |
| 30                | Pastorale Andantino               |                                     | - |

### 1792
| 1, 2, 3    | Ouvertyr ur La toison d'or                                    | Johann Vogel            | - |
| 1, 2, 3    | Marsch                                                        |                         | - |
| 4, 5, 6    | Air ur Richard                                                | André Grétry            |   |
| 4, 5, 6    | Romance ur Richard                                            | André Grétry            |   |
| 4, 5, 6    | Polonäs                                                       | Carl Gustaf Frisch      | - |
| 7          | Polonäs                                                       | Abbe Vogler             |   |
| 8, 9       | Aria med recitativ ur La toison d'or                          | Johann Vogel            |   |
| 10         | Allegretto                                                    |                         | - |
| 10         | Andantino ur Mannens fyra åldrar                              | Olof Åhlström           |   |
| 10         | Menuett                                                       |                         | - |
| 11, 12     | Aria ur Richard                                               | André Grétry            |   |
| 13         | Marsch                                                        | Grenser                 | - |
| 13         | Allegretto                                                    | Palm                    |   |
| 13         | Marsch                                                        | Grenser                 | - |
| 14, 15     | Aria ur Soliman II                                            | Joseph Martin Kraus     |   |
| 14, 15     | Andante ur Soliman II                                         | Joseph Martin Kraus     |   |
| 16, 17     | Marsch                                                        | Grenser                 | - |
| 16, 17     | Aria ur Soliman II                                            | Joseph Martin Kraus     |   |
| 16, 17     | Polonäs (Moderato)                                            | Gleisman                | - |
| 18         | Marsch ur Soliman II                                          | Joseph Martin Kraus     |   |
| 18         | Andante Sostenuto                                             | Palm                    |   |
| 19, 20, 21 | Ariette Je suis Lindor du Barbier de seville Var. par Mozard. |                         | - |
| 22         | Menuetto Grazioso                                             |                         | - |
| 22         | Allegretto qvasi Andante                                      |                         |   |
| 22         | Marsch                                                        | Zander                  | - |
| 23         | Tema med variationer                                          | Olof Åhlström           | - |
| 24, 25     | Klaversonat                                                   | Johan Adolph Mecklin    | - |
| 24, 25     | Rondo capricio e vivace                                       |                         | - |
| 24, 25     | Menuett                                                       |                         | - |
| 24, 25     | Andante                                                       |                         |   |
| 24, 25     | Moderato                                                      |                         |   |
| 26, 27     | Menuett med variationer                                       | Wolfgang Amadeus Mozart | - |
| 28         | Pastorale                                                     |                         | - |
| 28         | Allegretto                                                    | Palm                    |   |
| 28         | Andante                                                       |                         | - |
| 29         | Marsch                                                        |                         | - |
| 29         | Andante                                                       | Palm                    |   |
| 29         | Polonäs                                                       |                         | - |
| 30         | Marsch                                                        |                         | - |
| 30         | Psalm                                                         |                         | - |

### 1793
| 1                | Romance ur Folke Birgerson                      | Nicolas Dalayrac                    |         |
| 1                | Allegretto                                      |                                     | -       |
| 2                | Romance ur Folke Birgerson                      | Nicolas Dalayrac                    |         |
| 3                | Aria ur Alceste                                 | Gluck                               |         |
| 3                | Fröken M. Gyllenborg Quadrille                  | Seterholm                           | -       |
| 4                | Andantino                                       |                                     | -       |
| 4                | Moderato é Ligato                               | Gluck                               |         |
| 4                | Polonoise                                       |                                     | -       |
| 5, 6             | Marsch ur Gustaf Wasa med variationer.          | Gustaf Collin                       | -       |
| 5, 6             | Marsch                                          | Nils Barck (1760–1822)              | -       |
| 7                | 2 stycken Estländska Bond Danser                |                                     | -       |
| 7                | Allegretto                                      | Johan Fredrik Palm                  |         |
| 7                | Tempo de Menuetto                               | Nils Barck (1760–1822)              | -       |
| 8, 9, 10, 11, 12 | Klaversonat                                     | Olof Åhlström                       | -       |
| 8, 9, 10, 11, 12 | Romance ur Nina                                 | Nicolas Dalayrac                    |         |
| 13               | Marsch                                          |                                     | -       |
| 13               | Ode över sällheten                              |                                     |         |
| 13               | Andante con moto                                |                                     | -       |
| 14, 15           | Tema med variationer                            | Joseph Martin Kraus                 | -       |
| 14, 15           | Allegro ma non troppo                           |                                     |         |
| 16               | Grazioso                                        |                                     | -       |
| 16               | Andante Moderato                                | Joseph Martin Kraus                 | Bellman |
| 16               | Marsch                                          |                                     | -       |
| 17               | Menuetto Grazioso                               |                                     | -       |
| 17               | Trädgårds balen                                 |                                     |         |
| 17               | Polonoise                                       |                                     | -       |
| 18               | C,a Ira.                                        |                                     | -       |
| 18               | Måttlighetens skål                              | Olof Åhlström                       |         |
| 18               | Marsche des Marseillois                         |                                     | -       |
| 19               | Marsch                                          |                                     | -       |
| 19               | Visa                                            | Olof Åhlström                       |         |
| 19               | Vivace                                          |                                     | -       |
| 20               | Marsch                                          | Grenzer                             | -       |
| 20               | Andante con moto                                | Johan Fredrik Palm                  |         |
| 20               | Marsch                                          | Grenzer                             | -       |
| 21               | Grazioso                                        | Ignace Pleyel                       | -       |
| 21               | Larghetto                                       | Joseph Martin Kraus                 |         |
| 21               | Andante Cantabile                               | Ignace Pleyel                       | -       |
| 22, 23, 24       | Recitativ och Aria ur Alcides inträde i Världen | Johann Christian Friedrich Haeffner |         |
| 22, 23, 24       | Hvem är den största Man?                        | Vikmansson                          | Lessing |
| 22, 23, 24       | Menuetto                                        |                                     | -       |
| 25               | Allegretto                                      |                                     | -       |
| 25               | Risoluto                                        | Av en musikkännare                  |         |
| 25               | Allegretto                                      |                                     | -       |
| 26, 27           | Ouvertyr till Richard                           | André Grétry                        | -       |
| 28, 29           | Moderato                                        | Joseph Martin Kraus                 |         |
| 30               | Allegretto                                      |                                     | -       |
| 30               | Andante Moderato ur Azémia                      | Nicolas Dalayrac                    |         |

### 1794
| Nr             | Namn                                                         | Kompositör                   | Textförfattare        | Arrangör                                                     | Besättning             | Övrigt                                                                             |
| -------------- | ------------------------------------------------------------ | ---------------------------- | --------------------- | ------------------------------------------------------------ | ---------------------- | ---------------------------------------------------------------------------------- |
| 1              | Risoluto                                                     |                              |                       |                                                              |                        |                                                                                    |
| 1              | Pastoral                                                     | Israël Lagerfelt (1754–1821) | -                     |                                                              | Klaver                 |                                                                                    |
| 2              | Kör ur Didon                                                 | Niccolò Piccinni             |                       |                                                              | Kör (SAB) och klaver   |                                                                                    |
| 3              | Tema med variationer                                         | Nicolas Dalayrac             | -                     |                                                              |                        | Temat är skrivet av Nicolas Dalayrac och är från operan des Deux Petits Savoyards. |
| 3              | Andante moderato                                             |                              | Frans Michael Franzén |                                                              | Sång och klaver        |                                                                                    |
| 4, 5           | Aria ur Didon                                                | Niccolò Piccinni             |                       |                                                              | Sång och klaver        |                                                                                    |
| 4, 5           | Tema med variationer                                         | Friedrich Joseph Kirmair     | -                     |                                                              | Klaver                 | Temat är skrivet av Wolfgang Amadeus Mozart och är från operan Figaros bröllop.    |
| 6              | Andante                                                      | Thomas Byström               |                       |                                                              | Sång och klaver        |                                                                                    |
| 6              | Tema med variationer                                         | Friedrich Joseph Kirmair     | -                     |                                                              | Klaver                 | Temat är skrivet av Wolfgang Amadeus Mozart och är från operan Don Giovanni.       |
| 6              | Menuett                                                      |                              | -                     |                                                              | Klaver                 |                                                                                    |
| 7              | Andante med variationer                                      | Kuhlau                       | -                     |                                                              | Klaver                 |                                                                                    |
| 8, 9           | Larghetto                                                    | G. Mislivezeck               |                       |                                                              | Sång och klaver        |                                                                                    |
| 10             | Marsch                                                       |                              | -                     |                                                              | Klaver                 |                                                                                    |
| 10             | Allegro                                                      | Joseph Martin Kraus          |                       |                                                              | Sång och klaver        |                                                                                    |
| 10             | Marsch                                                       |                              | -                     |                                                              | Klaver                 |                                                                                    |
| 11, 12, 13, 14 | 8 variationer på "Ein Weib ist das herrlichste Ding", K. 613 | Wolfgang Amadeus Mozart      | -                     | -                                                            | Klaver                 |                                                                                    |
| 11, 12, 13, 14 | Aria ur Alceste (Ack Gudar!)                                 | Christoph Willibald Gluck    |                       |                                                              | Sång och klaver        |                                                                                    |
| 15             | Kuplett ur Folke Birgersson                                  | Nicolas Dalayrac             |                       |                                                              | Tre sångare och klaver |                                                                                    |
| 16, 17, 18     | Rondo allegretto ur Nunnorne                                 | François Devienne            |                       |                                                              | Sång och klaver        |                                                                                    |
| 16, 17, 18     | Polonäs                                                      |                              | -                     |                                                              | Klaver                 |                                                                                    |
| 16, 17, 18     | Kozack                                                       |                              | -                     |                                                              | Klaver                 |                                                                                    |
| 19, 20         | Air ur den vackra Arendatorskan                              | Be Julie Candeille           |                       |                                                              |                        |                                                                                    |
| 19, 20         | Lik sång                                                     |                              |                       |                                                              | Sång och klaver        |                                                                                    |
| 19, 20         | Allegretto                                                   |                              | -                     |                                                              | Klaver                 |                                                                                    |
| 21             | Coupleter ur Nunnorne                                        | François Devienne            |                       |                                                              |                        |                                                                                    |
| 22, 23         | Ouvertyr ur Azemia                                           | Nicolas Dalayrac             | -                     | Arrangerad för klaver av Johann Christian Friedrich Haeffner |                        |                                                                                    |
| 24             | Allegretto                                                   | Johan Fredrik Palm           |                       |                                                              |                        |                                                                                    |
| 24             | Aria ur Orphe                                                | Christoph Willibald Gluck    |                       |                                                              |                        |                                                                                    |
| 24             | Moderato                                                     |                              | -                     |                                                              |                        |                                                                                    |
| 24             | Andante moderato                                             | Joseph Martin Kraus          |                       |                                                              |                        |                                                                                    |
| 25, 26         | Ouvertyr ur Iphigeie uti Auliden                             | Christoph Willibald Gluck    | -                     |                                                              |                        |                                                                                    |
| 27             | Aria ur II marchese di Tulipano                              | Giovanni Paisiello           |                       |                                                              |                        |                                                                                    |
| 28, 29         | Aria ur II marchese di Tulipano                              | Giovanni Paisiello           |                       |                                                              |                        |                                                                                    |
| 28, 29         | Baletter ur Iphigenie en Tauride                             |                              | -                     |                                                              |                        |                                                                                    |
| 30             | Menuetto                                                     |                              | -                     |                                                              |                        |                                                                                    |
| 30             | Engelsk bord visa                                            |                              |                       |                                                              |                        |                                                                                    |

### 1795
| Nr         | Namn                         | Kompositör                                       | Textförfattare        |  |
| ---------- | ---------------------------- | ------------------------------------------------ | --------------------- |  |
| 1, 2, 3    | Overtyr ur Holger Danske     | Friedrich Ludwig Æmilius Kunzen                  | -                     |  |
| 1, 2, 3    | Poco Vivace ur Holger Danske | Friedrich Ludwig Æmilius Kunzen                  | -                     |  |
| 4, 5, 6    | Tema med variationer         | Wolfgang Amadeus Mozart                          | -                     |  |
| 7, 8       | Overtur ur Trollflöjten      | Wolfgang Amadeus Mozart                          | -                     |  |
| 7, 8       | Duett ur Trollflöjten        | Wolfgang Amadeus Mozart                          |                       |  |
| 9          | Duett ur Trollflöjten        | Wolfgang Amadeus Mozart                          |                       |  |
| 10         | Aria ur Trollflöjten         | Wolfgang Amadeus Mozart                          |                       |  |
| 11         | Marsch                       | Johan Adolph Mecklin                             | -                     |  |
| 11         | Visa                         | Thomas Byström                                   |                       |  |
| 11         | Visa                         | Thomas Byström                                   |                       |  |
| 11         | Quadrille                    | Johan Adolph Mecklin                             | -                     |  |
| 12         | Quadrille                    | Johan Adolph Mecklin                             | -                     |  |
| 12         | Kör ur Trollflöjten          | Wolfgang Amadeus Mozart                          |                       |  |
| 12         | Menuetto                     | Johan Adolph Mecklin                             | -                     |  |
| 13, 14     | Klaversonat                  | Johan Adolph Mecklin                             | -                     |  |
| 13, 14     | Menuetto                     | Johan Adolph Mecklin                             | -                     |  |
| 13, 14     | Aria                         | Carl Stenborg                                    |                       |  |
| 13, 14     | Andante                      | Carl Erik Gleisman                               |                       |  |
| 15         | Aria ur Trollflöjten         | Wolfgang Amadeus Mozart                          |                       |  |
| 15         | 4-stämmig kanon              | Wikmansson                                       |                       |  |
| 16         | Andante                      | Thomas Byström                                   |                       |  |
| 16         | Visa                         | Thomas Byström                                   |                       |  |
| 17, 18     | Tema med variationer         | Carl Ludvig Lithander (tema av Carl Gustaf Goës) | -                     |  |
| 19         | Andante                      | Carl Erik Gleisman                               |                       |  |
| 19         | Mångelskan                   | C. M. Bellman                                    |                       |  |
| 20         | Tema med variationer         | Friedrich Joseph Kirmair                         | -                     |  |
| 21         | Tema med variationer         | Friedrich Joseph Kirmair                         | -                     |  |
| 22         | Aria ur Italienskan i London | Domenico Cimarosa                                | Giuseppe Petrosellini |  |
| 23         | Tema med variationer         | Friedrich Joseph Kirmair                         |                       |  |
| 24         | Aria ur Italienskan i London | Domenico Cimarosa                                | Giuseppe Petrosellini |  |
| 25         | Tema med variationer         | Friedrich Joseph Kirmair                         |                       |  |
| 26, 27, 28 | Romance med variationer      | J. LP. L Freubel                                 |                       |  |
| 26, 27, 28 | Aria ur Italienskan i London | Domenico Cimarosa                                | Giuseppe Petrosellini |  |
| 29         | Aria ur Italienskan i London | Domenico Cimarosa                                | Giuseppe Petrosellini |  |
| 30         | Adagio molto                 | Carl Erik Gleisman                               |                       |  |

### 1796
| Nr             | Namn                              | Kompositör                          | Textförfattare |                         |
| -------------- | --------------------------------- | ----------------------------------- | -------------- | ----------------------- |
| 1, 2, 3        | Menuetto med variationer          | Wolfgang Amadeus Mozart             | -              |                         |
| 4              | Marsch                            |                                     | -              |                         |
| 4              | Andante                           | Karsten                             |                |                         |
| 5, 6, 7        | Allegro Moderato                  |                                     |                |                         |
| Pastorale      | Olof Åhlström                     |                                     |                |                         |
| 8              | Visa                              | Olof Åhlström                       |                |                         |
| 8              | Andante                           | Carl Erik Gleisman                  |                |                         |
| 9, 10          | Allegretto med variationer        | Wolfgang Amadeus Mozart             | -              |                         |
| 9, 10          | Moderato                          |                                     |                |                         |
| 11, 12         | Tema med variationer              | Friedrich Joseph Kirmair            | -              |                         |
| 11, 12         | Allegretto                        | Carl Erik Gleisman                  |                |                         |
| 11, 12         | Larghetto                         | Olof Åhlström                       |                |                         |
| 13             | Tema med variationer              | Friedrich Joseph Kirmair            | -              |                         |
| 14             | Menuetto allegro                  |                                     | -              |                         |
| 14             | Visa                              | Gretru                              |                |                         |
| 14             | Allegretto                        |                                     |                |                         |
| 15             | Couplett                          | Johann Christian Friedrich Haeffner | Lindegren      |                         |
| 16, 17, 18     | Aria med kör                      |                                     |                | För klaver av Heaffner. |
| 19, 20, 21, 22 | Ouvertyr ur Turken                | Daniel Steibelt                     |                |                         |
| 19, 20, 21, 22 | Grazioso                          | Olof Åhlström                       |                |                         |
| 23, 24         | Andante                           | Thomas Byström                      |                |                         |
| 23, 24         | Balett ur Thelemak på Calyopsos ö | M T:v Ahlefaldt                     |                |                         |
| 25             | Marsch                            |                                     | -              |                         |
| 25             | Visa                              | Johan Fredrik Palm                  |                |                         |
| 25             | Polonoise                         |                                     |                |                         |
| 26, 27, 28     | Sonata I                          | Metzger                             | -              |                         |
| 26, 27, 28     | Sonata II                         | Metzger                             | -              |                         |
| 29, 30         | Polonoise                         | Édouard du Puy                      | -              |                         |
| 29, 30         | Rondo allegro                     | Matzger                             | -              |                         |

### 1797
| Nr             | Namn                        | Kompositör                          | Textförfattare       |  |
| -------------- | --------------------------- | ----------------------------------- | -------------------- |  |
| 1              | Marsch ur Trollflöjten      | Wolfgang Amadeus Mozart             | -                    |  |
| 1              | Kärleken                    | Johann Christian Friedrich Haeffner | Karl Johan Lindegren |  |
| 2              | Pastoral                    |                                     | -                    |  |
| 2              | Visa (Gamla Didrick)        | Édouard du Puy                      | Anna Maria Lenngren  |  |
| 2              | Allegretto                  | En flicka i 14-årsåldern.           | -                    |  |
| 3              | Polonäs                     | Olof Åhlström                       | -                    |  |
| 4              | Polacca Maestoso            | Carl Fredrik Muller                 | -                    |  |
| 5              | Polonäs                     | Carl Erik Gleisman                  | -                    |  |
| 6              | Adagio sostenuto            | Johan Fredrik Palm                  | ?                    |  |
| 6              | Menuetto maestoso           |                                     | -                    |  |
| 7              | Marsch                      | Olof Åhlström                       | -                    |  |
| 7              | Den glade Landboer          | Christman                           |                      |  |
| 7              | Polonäs                     |                                     | -                    |  |
| 8              | Duett                       | Aprile                              |                      |  |
| 9              | Julia                       | Johan Fredrik Palm                  | ?                    |  |
| 10             | Marsch                      |                                     |                      |  |
| 10             | Visa                        | Édouard du Puy                      |                      |  |
| 10             | Polonäs                     |                                     | -                    |  |
| 11, 12         | Moderato med variationer    | Pleyl                               | -                    |  |
| 11, 12         | Visa                        |                                     |                      |  |
| 11, 12         | Marsch                      |                                     | -                    |  |
| 13             | Polonäs                     |                                     | -                    |  |
| 13             | Caffe                       | J C Kellner                         | -                    |  |
| 14, 15         | Tema med variationer        | Wolfgang Amadeus Mozart             | -                    |  |
| 14, 15         | Visa                        |                                     |                      |  |
| 14, 15         | Maestoso                    | Olof Åhlström                       |                      |  |
| 16             | Menuetto                    |                                     | -                    |  |
| 16             | Aria ur Camilla             | Dalayrac                            |                      |  |
| 17             | Andantino                   |                                     | -                    |  |
| 17             | Larghetto                   | Wolfgang Amadeus Mozart             |                      |  |
| 18, 19, 20     | Marsch                      |                                     | -                    |  |
| 18, 19, 20     | Aria                        | Carl Fredrik Muller                 |                      |  |
| 18, 19, 20     | Aria                        | Olof Åhlström                       |                      |  |
| 18, 19, 20     | En krigare                  |                                     |                      |  |
| 21, 22         | Aria med kör                | Johann Christian Friedrich Haeffner |                      |  |
| 21, 22         | Marsch                      |                                     | -                    |  |
| 23, 24, 25     | Ouvertyr ur Don Giovanni    | Wolfgang Amadeus Mozart             | -                    |  |
| 23, 24, 25     | Kör ur Gustav Wasa          | Édouard du Puy                      |                      |  |
| 26, 27, 28, 29 | Aria och kör ur Gustaf Wasa | Édouard du Puy                      |                      |  |
| 30             | Andante ur Gustaf Wasa      | Édouard du Puy                      |                      |  |

### 1798
| Nr             | Namn                                                   | Kompositör                | Textförfattare | Arrangör | Besättning                                      | Övrigt |
| -------------- | ------------------------------------------------------ | ------------------------- | -------------- | -------- | ----------------------------------------------- | ------ |
| 1              | Aria ur Eremiten                                       | Carl Fredrik Muller       |                |          | Sång och klaver                                 |        |
| 2              | Aria ur Eremiten                                       | Pehr Frigel               |                |          | Sång och klaver                                 |        |
| 3              | Adagio con perante erpressione                         | Wolfgang Amadeus Mozart   | -              |          | Klaver                                          |        |
| 3              | Menuetto Allegretto                                    | Johan Gernandt            | -              |          | Klaver                                          |        |
| 4, 5           | Aria ur Eremiten                                       | Olof Åhlström             |                |          | Sång och klaver                                 |        |
| 4, 5           | Cavatina ur Eremiten                                   | Carl Stenborg             |                |          | Sång och klaver                                 |        |
| 6              | Aria ur Eremiten                                       | Carl Erik Gleisman        |                |          | Sång och klaver                                 |        |
| 7, 8           | Den lyckliga barndomen                                 | Thomas Byström            |                |          | Sång och klaver                                 |        |
| 7, 8           | Cantabile Con espressione                              | Carl Fredrik Muller       |                |          | Sång och klaver                                 |        |
| 7, 8           | Marsch                                                 |                           | -              | Klaver   |                                                 |        |
| 9, 10          | Moderato med variationer                               | Johan Fredrik Grenser     |                | Klaver   | Melodin till temat är skriven av Olof Åhlström. |        |
| 9, 10          | Menuett                                                |                           | -              |          | Klaver                                          |        |
| 9, 10          | Polonäs                                                | Johan Fredrik Grenser     | -              |          | Klaver                                          |        |
| 9, 10          | Trio                                                   |                           | -              |          | Klaver                                          |        |
| 9, 10          | Largetto                                               |                           | -              |          | Klaver                                          |        |
| 11, 12         | Sonat                                                  | Wolfgang Amadeus Mozart   | -              |          | Fyrhändigt klaver                               |        |
| 13, 14, 15     | Allegretto med variationer                             | Lithander                 | -              |          | Klaver                                          |        |
| 13, 14, 15     | Pastoral                                               |                           | -              |          | Klaver                                          |        |
| 13, 14, 15     | Polonäs                                                | Daniel Erik Næzén         | -              |          | Klaver                                          |        |
| 16, 17, 18, 19 | Bataille de Fleurus dediee a L' Armée de Sambre & Meus | F. Mezqer                 | -              |          | Klaver                                          |        |
| 20, 21         | Lydia och Arist, Lyrisk monolog                        |                           |                |          | Sång och klaver                                 |        |
| 22             | Aria ur Eremiten                                       | Olof Åhlström             |                |          | Sång och klaver                                 |        |
| 23             | Drottning Catharinas Vålnad                            | F. J. Lithander           |                |          | Sång och klaver                                 |        |
| 24             | Koral                                                  | Johann Sebastian Bach     |                |          | Orgel                                           |        |
| 24             | Koral                                                  | Johann Philipp Kirnberger |                |          | Orgel                                           |        |
| 24             | Litanien af S. Ödman                                   | Johan Adolph Mecklin      |                |          | Orgel                                           |        |
| 24             | Koralförspel                                           | Johann Christoph Oley     | -              |          | Orgel                                           |        |
| 25             | Psalm 107                                              |                           |                |          | Orgel                                           |        |
| 25             | Koralförspel                                           | Ernst Ludwig Gerber       |                |          | Orgel                                           |        |
| 25             | Andante qvasi Allegretto                               | Thomas Byström            |                |          |                                                 |        |
| 26, 27, 28     | Overtyr m. m. til Varbeck                              | Översten Skjöldebrand     |                |          |                                                 |        |
| 26, 27, 28     | Koralförspel                                           | Johann Philipp Kirnberger | -              |          | Orgel                                           |        |
| 26, 27, 28     | Koralförspel                                           | Carl Philipp Emanuel Bach | -              |          | Orgel                                           |        |
| 29, 30         | Air Russe variee par                                   | Thomas Byström            | -              |          | Klaver                                          |        |

### 1799
| Nr             | Namn                            | Kompositör                  | Textförfattare | Arrangör | Besättning                              | Övrigt                                                  |
| -------------- | ------------------------------- | --------------------------- | -------------- | -------- | --------------------------------------- | ------------------------------------------------------- |
| 1, 2, 3        | Ynglingen                       | Johan Fredrik Palm          |                |          | Sång och klaver                         |                                                         |
| 1, 2, 3        | Andantino ur Rudolf             |                             |                |          | Två sångare och fortepiano eller harpa. |                                                         |
| 4              | Menuett                         | Johan Gernandt              |                |          | Klaver                                  |                                                         |
| 4              | Allegretto                      | Johan Fredrik Palm          |                |          | Sång och klaver                         |                                                         |
| 5              | Andantino ur Caravan            | André Grétry                |                |          | Sång och klaver                         |                                                         |
| 6, 7, 8        | Trio ur Caravan                 | André Grétry                |                |          | Tre sångare och klaver                  |                                                         |
| 6, 7, 8        | Allegretto ur Caravan           | André Grétry                |                |          | Sång och klaver                         |                                                         |
| 6, 7, 8        | Andante ur Savoijar Gossarne    | Nicolas Dalayrac            |                |          | Sång och klaver                         |                                                         |
| 6, 7, 8        | Andante ur Gustaf Adolph        | Georg Joseph Vogler         |                |          | Sång och klaver                         |                                                         |
| 6, 7, 8        | Trio                            | Georg Joseph Vogler         |                |          | Tre sångare                             | Sjunges av tre rensade musikälskare på lappska fjällen. |
| 6, 7, 8        | Andante ur Gustaf Adolph        | Georg Joseph Vogler         |                |          | Sång och klaver                         |                                                         |
| 9, 10          | Andante ur Warbeck              | Anders Fredrik Skjöldebrand |                |          | Sång och klaver                         |                                                         |
| 9, 10          | Andante ur Fiskarne             | Bruni                       |                |          | Två sångare och klaver                  |                                                         |
| 9, 10          | Prov psalm 141                  |                             |                |          | Orgel                                   | Insänd.                                                 |
| 12             | Allegretto ur Fiskarne          | Bruni                       |                |          | Sång och klaver                         |                                                         |
| 12             | Prov Psalm 219                  |                             |                |          | Orgel                                   |                                                         |
| 12             | Prov Psalm 131                  |                             |                |          | Orgel                                   |                                                         |
| 13, 14, 15     | Duo ur Savoijar Gossarne        | Nicolas Dalayrac            |                |          | Två sångare och klaver                  |                                                         |
| 16             | Andante ur Fiskarne             | Bruni                       |                |          | Sång och klaver                         |                                                         |
| 16             | Allegro ur Fiskarne             | Bruni                       |                |          | Sång och klaver                         |                                                         |
| 17             | Andantino ur Fiskarne           | Bruni                       |                |          | Sång och klaver                         |                                                         |
| 17             | Källan                          | Av en musikälskare          |                |          | Sång och klaver                         |                                                         |
| 18, 19         | Largo ur Savoijar Gossarne      | Nicolas Dalayrac            |                |          | Sång och klaver                         |                                                         |
| 18, 19         | Un poco allegretto              |                             |                |          | Klaver                                  |                                                         |
| 20, 21         | Andante med variationer         | Peter Askergren             |                |          | Klaver                                  |                                                         |
| 22, 23, 24, 25 | Duo ur Folke Birgersson         | Nicolas Dalayrac            |                |          | Två sångare och klaver                  |                                                         |
| 22, 23, 24, 25 | Couplet ur Den unge Arrestanten | Domenico Della-Maria        |                |          | Sång och klaver                         |                                                         |
| 26, 27         | Tema med variationer            | F. J. Lithander             |                |          | Klaver                                  | Temat är skriven av Haydn.                              |
| 26, 27         | Couplet ur Den unge Arrestanten | Domenico Della-Maria        |                |          | Sång och klaver                         |                                                         |
| 26, 27         | Menuett                         |                             |                |          | Klaver                                  |                                                         |
| 28, 29         | Aria ur Den unge Arrestanten    | Domenico Della-Maria        |                |          | Sång och klaver                         |                                                         |
| 30             | Allegretto                      | Olof Åhlström               |                |          | Sång och klaver                         |                                                         |

### 1800
| Nr         | Namn                                      | Kompositör                          | Textförfattare | Arrangör              | Besättning             | Övrigt                                   |
| ---------- | ----------------------------------------- | ----------------------------------- | -------------- | --------------------- | ---------------------- | ---------------------------------------- |
| 1, 2       | Livets dag, ode till ett nyfött barn      | Sjöberg                             |                |                       | Sång och klaver        |                                          |
| 1, 2       | Marsch ur Dido och Aeneas                 | Joseph Martin Kraus                 | -              |                       | Klaver                 |                                          |
| 1, 2       | Marsch ur Dido och Aeneas                 | Johann Christian Friedrich Haeffner | -              |                       | Klaver                 |                                          |
| 3          | Aria ur Panurge                           | Greru                               |                |                       | Sång och klaver        |                                          |
| 3          | Jarbas Marsch ur Dido och Aeneas          | Joseph Martin Kraus                 | -              |                       | Klaver                 |                                          |
| 4, 5       | Overtyr ur Demophon                       | Vogel                               | -              |                       | Klaver                 |                                          |
| 4, 5       | Marsch                                    |                                     | -              |                       | Klaver                 |                                          |
| 6          | Polonäs                                   | Carl Erik Gleisman                  | -              |                       | Klaver                 |                                          |
| 7, 8, 9    | Allegretto ur Gustav Adolf och Ebba Brahe | Georg Joseph Vogler                 |                |                       | Sång och klaver        |                                          |
| 7, 8, 9    | Allegretto ur Gustav Adolf och Ebba Brahe | Georg Joseph Vogler                 |                |                       | Sång och klaver        |                                          |
| 10, 11     | Andantino ur Gustav Adolf och Ebba Brahe  | Georg Joseph Vogler                 |                |                       | Sång och klaver        |                                          |
| 10, 11     | Ur Gustaf Adolph                          | Georg Joseph Vogler                 |                |                       | Sång och klaver        |                                          |
| 12, 13, 14 | Allegretto ur den unga Matrosen           | Pierre Gaveaux                      |                |                       | Sång och klaver        |                                          |
| 12, 13, 14 | Allegretto ur den unga Matrosen           | Pierre Gaveaux                      |                |                       | Sång och klaver        |                                          |
| 12, 13, 14 | Ballett ur Telemack                       | Maria Theresia Ahlefeldt            | -              |                       | Klaver                 |                                          |
| 15, 16, 17 | Tema med variationer                      | Peter Askergren                     | -              |                       | Klaver                 |                                          |
| 15, 16, 17 | Polonäs                                   | Lithander                           | -              |                       | Klaver                 |                                          |
| 18, 19, 20 | Duett ur Folke Birgersson                 | Nicolas Dalayrac                    |                |                       | Två sångare och klaver |                                          |
| 18, 19, 20 | Dido och Aeneas                           | Joseph Martin Kraus                 |                |                       | Sång och klaver        |                                          |
| 18, 19, 20 | Marche                                    | -                                   |                |                       | Klaver                 |                                          |
| 21         | Aria ur Azémia ou les Sauvages            | Nicolas Dalayrac                    |                |                       | Sång och klaver        |                                          |
| 22, 23     | Intrada                                   | Jacob Bernhard Struve               | -              |                       | Klaver                 | Uppförd vi kungens kröning i Norrköping. |
| 22, 23     | Finale                                    |                                     | -              |                       | Klaver                 |                                          |
| 24, 25     | Aria ur Tanddoktorn                       | Olof Åhlström                       |                |                       | Sång och klaver        |                                          |
| 24, 25     | Aria ur Dido och Aeneas                   | Joseph Martin Kraus                 |                | Johan Anders Fahlroth | Sång och klaver        | Fahlroth gjorde klaverutdraget.          |
| 24, 25     | Vals                                      |                                     | -              |                       | Klaver                 |                                          |
| 26, 27     | Aria ur Ossians harpa                     | Friedrich Ludwig Æmilius Kunzen     |                |                       | Sång och klaver        |                                          |
| 26, 27     | Aria                                      | Mozart                              |                |                       | Sång och klaver        |                                          |
| 28, 29, 30 | Overture ur Lodoiska                      | Rodolphe Kreutzer                   | -              |                       | Klaver                 |                                          |
| 28, 29, 30 | Romance                                   | Thomas Byström                      |                |                       | Sång och klaver        |                                          |
| 28, 29, 30 | Largo                                     |                                     |                |                       | Sång och klaver        | Insänd till tidningen.                   |

### 1801
| Nr             | Namn                              | Kompositör        | Textförfattare | Arrangör | Besättning      | Övrigt                  |
| -------------- | --------------------------------- | ----------------- | -------------- | -------- | --------------- | ----------------------- |
| 1, 2,3         | Aria ur Teater direktören         | Domenico Cimarosa |                |          | Sång och klaver |                         |
| 1, 2, 3        | Menuett                           | C. Kuhlau         | -              |          | Klaver          |                         |
| 1, 2, 3        | Andante con expressione           | A. König          | -              |          | Klaver          |                         |
| 1, 2, 3        | Adagio                            | A. König          | -              |          | Klaver          |                         |
| 4              | Allegretto med variationer        | Kvinna            | -              |          | Klaver          | Insänd av okänd kvinna. |
| 4              | Allegretto                        |                   | -              |          | Klaver          | Insänd                  |
| 5, 6           | Aria ur De bägge arrestanterna    | Nicolas Dalayrac  |                |          | Sång och klaver |                         |
| 7, 8, 9        | Aria ur De bägge arrestanterna    | Nicolas Dalayrac  |                |          | Sång och klaver |                         |
| 7, 8, 9        | Aria ur De bägge arrestanterna    | Nicolas Dalayrac  |                |          | Sång och klaver |                         |
| 7, 8, 9        | Rondo                             | Haydn             | -              |          | Klaver          |                         |
| 7, 8, 9        | Andante                           | Haydn             | -              |          | Klaver          |                         |
| 10, 11         | Tema med variationer              | Hässler           | -              |          | Cembalo         |                         |
| 10, 11         | Grazioso                          |                   |                |          | Klaver          |                         |
| 12, 13, 14     | Andantino ur Gubben i Bergsbygden | Nicolas Dalayrac  |                |          | Sång och klaver |                         |
| 12, 13, 14     | Aria ur Gubben i Bergsbygden      | Nicolas Dalayrac  |                |          | Sång och klaver |                         |
| 12, 13, 14     | Aria ur Gubben i Bergsbygden      | Nicolas Dalayrac  |                |          | Sång och klaver |                         |
| 12, 13, 14     | Polonäs                           |                   |                |          | Klaver          |                         |
| 15, 16, 17     | Aria ur Lodoiska                  | Rodolphe Kreutzer |                |          | Sång och klaver |                         |
| 18, 19, 20, 21 | Aria ur Gubben i Bergsbygden      | Nicolas Dalayrac  |                |          | Sång och klaver |                         |
| 18, 19, 20, 21 | Andante amoroso ur Fatima         | Nicolas Dalayrac  |                |          | Sång och klaver |                         |
| 22, 23         | Polonäs                           | Askergren         | -              |          | Klaver          |                         |
| 22, 23         | Andante maestoso                  | Palm              |                |          | Sång och klaver |                         |
| 22, 23         | Andante                           |                   |                |          | Klaver          |                         |
| 24             | Aria ur Fatima                    | Nicolas Dalayrac  |                |          | Sång och klaver |                         |
| 25, 26, 27, 28 | Aria ur Fatima                    | Nicolas Dalayrac  |                |          | Sång och klaver |                         |
| 29, 30         | Polonäs                           | Édouard du Puy    | -              |          | Klaver          |                         |
| 29, 30         | Allegretto                        |                   |                |          | Klaver          |                         |
| 29, 30         | Marsch                            |                   |                |          | Klaver          |                         |

### 1802
| Nr             | Namn                                                   | Kompositör                          | Textförfattare          | Arrangör | Besättning            | Övrigt  |
| -------------- | ------------------------------------------------------ | ----------------------------------- | ----------------------- | -------- | --------------------- | ------- |
| 1, 2           | Aria ur Komiken                                        | Domenico Della-Maria                |                         |          | Sång och klaver       |         |
| 3, 4           | Aria ur Gustaf Wasa                                    | Johann Gottlieb Naumann             |                         |          | Sång och klaver       |         |
| 3, 4           | Aria ur Gustaf Wasa                                    | Johann Gottlieb Naumann             |                         |          | Sång och klaver       |         |
| 3, 4           | Vals                                                   | Gleisman                            |                         |          | Klaver                |         |
| 5              | Aria ur Komiken                                        | Domenico Della-Maria                |                         |          | Sång och klaver       |         |
| 5              | Vaudeville ur Komiken                                  | Domenico Della-Maria                |                         |          | Sång och klaver       |         |
| 6, 7           | Aria ur Komiken                                        | Domenico Della-Maria                |                         |          | Sång och klaver       |         |
| 6, 7           | Aria ur Komiken                                        | Domenico Della-Maria                |                         |          | Sång och klaver       |         |
| 6, 7           | Aria ur Forvangen                                      |                                     |                         |          | Sång och klaver       |         |
| 6, 7           | Maestoso                                               | Baron Lagerfeldt                    |                         |          | Klaver                |         |
| 8, 9, 10       | Aria ur Gustaf Wasa (Gå, säg, att under fjättrar böjd) | Johann Gottlieb Naumann             |                         |          | Sång och klaver       |         |
| 8, 9, 10       | Aria ur Gustaf Wasa (Förmätne Gustaf, frukta!)         | Johann Gottlieb Naumann             |                         |          | Sång och klaver       |         |
| 8, 9, 10       | Polonäs ur Gustaf Wasa                                 | Johann Gottlieb Naumann             | -                       |          | Klaver                |         |
| 8, 9, 10       | Balett ur Gubben i Bergsbygden                         | Nicolas Dalayrac                    | -                       |          | Klaver                |         |
| 8, 9, 10       | Balett ur Gubben i Bergsbygden                         | Nicolas Dalayrac                    | -                       |          | Klaver                |         |
| 11, 12         | ur Gubben i Bergsbygden                                | Nicolas Dalayrac                    |                         |          | Sång och klaver       |         |
| 11, 12         | Andante Moderato                                       | Olof Åhlström                       |                         |          | Sång och klaver       |         |
| 13, 14, 15     | Marsch med variationer                                 | August Eberhard Müller              |                         |          | Klaver                |         |
| 13, 14, 15     | Aria ur Renaud                                         | Johann Christian Friedrich Haeffner | Nils Birger Sparrschöld |          | Sång och klaver       |         |
| 16, 17, 18, 19 | Aria ur Renaud                                         | Johann Christian Friedrich Haeffner | Nils Birger Sparrschöld |          | Sång och klaver       |         |
| 16, 17, 18, 19 | Andante moderato                                       | Palm                                |                         |          | Sång och klaver       |         |
| 16, 17, 18, 19 | Marsch                                                 | Noach Nystedt                       |                         |          | Klaver                |         |
| 20             | Marsch                                                 |                                     |                         |          | Klaver                |         |
| 20             | Marsch                                                 | Georg Joseph Vogler                 |                         |          | Kör (SATB) och klaver |         |
| 20             | Elegi                                                  |                                     |                         |          | Sång och klaver       |         |
| 21, 22, 23     | Aria ur Hemliga äktenskapet                            | Domenico Cimarosa                   |                         |          | Sång och klaver       |         |
| 24             | Höstvisa                                               | Olof Åhlström                       |                         |          | Sång och klaver       |         |
| 24             | Marsch                                                 |                                     | -                       |          | Klaver                |         |
| 25             | Marsch                                                 | Olof Åhlström                       | -                       |          | Klaver                |         |
| 25             | Den lycklige makan                                     | Olof Åhlström                       |                         |          | Sång och klaver       |         |
| 25             | Angloise                                               |                                     |                         |          | Klaver                | Insänd. |
| 26             | Marsch                                                 |                                     |                         |          | Klaver                |         |
| 26             | Visa                                                   |                                     |                         |          | Sång och klaver       |         |
| 26             | Menuett                                                |                                     |                         |          | Klaver                |         |
| 27, 28         | Anakreons första ode                                   | Jean-François Lesueur               |                         |          | Sång och klaver       |         |
| 27, 28         | Anakreons nittonde ode                                 | Étienne-Nicolas Méhul               |                         |          | Sång och klaver       |         |
| 27, 28         | Anakreons fyrtionde ode                                | François-Joseph Gossec              |                         |          | Sång och klaver       |         |
| 29, 30         | Anakreons tredje ode                                   | Luigi Cherubini                     |                         |          | Sång och klaver       |         |
| 29, 30         | Aria ur Svärfadern rival                               | Louis-Sébastien Lebrun              |                         |          | Sång och klaver       |         |

### 1803
| Nr         | Namn                                        | Kompositör                          | Textförfattare | Arrangör | Besättning             | Övrigt                                                                  |
| ---------- | ------------------------------------------- | ----------------------------------- | -------------- | -------- | ---------------------- | ----------------------------------------------------------------------- |
| 1, 2, 3    | Couplett ur Svärfadern rival                | Louis-Sébastien Lebrun              |                |          | Sång och klaver        |                                                                         |
| 1, 2, 3    | Menuett med variationer                     | Joseph Haydn                        | -              |          | Klaver                 |                                                                         |
| 4          | Menuett                                     |                                     | -              |          | Klaver                 |                                                                         |
| 4          | Skånsk dragonvisa                           |                                     |                |          | Sång och klaver        |                                                                         |
| 4          | Andante Vivace                              | Johann Christian Friedrich Haeffner |                |          | Sång och klaver        |                                                                         |
| 5          | Vålnaden av lilla Gustaf                    | Olof Åhlström                       |                |          | Sång och klaver        |                                                                         |
| 6          | Marsch                                      |                                     | -              |          | Klaver                 |                                                                         |
| 6          | Till Jason                                  | Olof Åhlström                       |                |          | Klaver                 |                                                                         |
| 6          | Marsch                                      |                                     | -              |          | Klaver                 |                                                                         |
| 7, 8       | Aria ur Svärfadern rival                    | Louis-Sébastien Lebrun              |                |          | Sång och klaver        |                                                                         |
| 7, 8       | Marsch                                      |                                     | -              |          | Klaver                 |                                                                         |
| 9, 10      | Tema med variationer                        | Christian Kull                      |                |          | Klaver                 | Temat är hämtat från Gubben Noak och stycket är tillägnad Henrika Tham. |
| 11, 12     | Aria ur Œdipe à Colone                      | Antonio Sacchini                    |                |          | Sång och klaver        |                                                                         |
| 11, 12     | Andante ur Claudine eller Skoputsaren       | Antonio Bartolomeo Bruni            |                |          | Sång och klaver        |                                                                         |
| 13, 14     | Aria ur Oedip                               | Antonio Sacchini                    |                |          | Sång och klaver        |                                                                         |
| 13, 14     | Andante ur Claudine eller Skoputsaren       | Antonio Bartolomeo Bruni            |                |          | Sång och klaver        |                                                                         |
| 15, 16     | Recitativ och aria ur Œdipe à Colone        | Antonio Sacchini                    |                |          | Sång och klaver        |                                                                         |
| 15, 16     | Tårarna                                     | Olof Åhlström                       |                |          | Sång och klaver        |                                                                         |
| 17, 18, 19 | Recitativ och aria ur Œdipe à Colone        | Antonio Sacchini                    |                |          | Sång och klaver        |                                                                         |
| 17, 18, 19 | Trio ur Œdipe à Colone                      | Antonio Sacchini                    |                |          | Kör och klaver         |                                                                         |
| 20, 21, 22 | Duett ur Œdipe à Colone                     | Antonio Sacchini                    |                |          | Två sångare och klaver |                                                                         |
| 23, 24, 25 | Ouvertyr ur Euphrosine, ou Le Tyran corrigé | Étienne-Nicolas Méhul               | -              |          | Klaver                 |                                                                         |
| 23, 24, 25 | Andante                                     | Witzoffski                          |                |          | Sång och klaver        |                                                                         |
| 23, 24, 25 | Kuplett ur Claudine eller Skoputsaren       | Antonio Bartolomeo Bruni            |                |          | Sång och klaver        |                                                                         |
| 26, 27, 28 | Ouvertyr ur Roméo et Juliette               | Daniel Steibelt                     | -              |          | Klaver                 |                                                                         |
| 26, 27, 28 | Marsch                                      |                                     | -              |          | Klaver                 |                                                                         |
| 29, 30     | Aria ur Claudine eller Skoputsaren          | Antonio Bartolomeo Bruni            |                |          | Sång och klaver        |                                                                         |

### 1804
| Nr             | Namn                                              | Kompositör                  | Textförfattare | Arrangör | Besättning           | Övrigt |
| -------------- | ------------------------------------------------- | --------------------------- | -------------- | -------- | -------------------- | ------ |
| 1              | Kuplett ur Torparen                               | Jacob Bernhard Struve       |                |          | Sång och klaver      |        |
| 1              | Marsch                                            |                             | -              |          | Klaver               |        |
| 2              | Allegro di molto                                  | Carl Philipp Emanuel Bach   | -              |          | Klaver               |        |
| 2              | Vals                                              | Wolfgang Amadeus Mozart     |                |          | Klaver               |        |
| 3              | Allegretto ur Torparen                            | Jacob Bernhard Struve       |                |          | Sång och klaver      |        |
| 4, 5, 6        | Andante poco adagio ur Torparen                   | Jacob Bernhard Struve       |                |          | Sång och klaver      |        |
| 4, 5, 6        | Allegretto ur Målaren och Modellerna              | Étienne-Nicolas Méhul       |                |          | Sång och klaver      |        |
| 4, 5, 6        | Marsch                                            |                             | -              |          | Klaver               |        |
| 7, 8, 9        | Kuplett ur Vattendragaren                         | Luigi Cherubini             |                |          | Sång och klaver      |        |
| 7, 8, 9        | Duett ur Claudine eller Skoputsaren               | Antonio Bartolomeo Bruni    |                |          | Sång och klaver      |        |
| 7, 8, 9        | Kuplett ur en tysk opera                          |                             |                |          | Sång och klaver      |        |
| 10, 11         | Ouvertyr ur Alceste                               | Christoph Willibald Gluck   | -              |          | Klaver               |        |
| 10, 11         | Allegretto con moto ur Claudine eller Skoputsaren | Antonio Bartolomeo Bruni    |                |          | Sång och klaver      |        |
| 12, 13, 14, 15 | Duett ur Målaren och Modellerna                   | Étienne-Nicolas Méhul       |                |          | Sång och klaver      |        |
| 12, 13, 14, 15 | Angloise                                          | A. C. F.                    | -              |          | Klaver               |        |
| 16, 17         | Tema med variationer                              | Wolfgang Amadeus Mozart     | -              |          | Klaver               |        |
| 18             | Allegretto poco vivace                            |                             |                |          | Klaver               |        |
| 18             | Polonäs                                           |                             | -              |          | Klaver               |        |
| 19, 20         | Rondo ur Leheman                                  | Nicolas Dalayrac            |                |          | Sång och klaver      |        |
| 19, 20         | Marsch                                            |                             | -              |          | Klaver               |        |
| 21, 22         | Allegro                                           | Daniel Steibelt             | -              |          | Klaver               |        |
| 23, 24, 25     | Aria ur Leheman                                   | Nicolas Dalayrac            |                |          | Sång och klaver      |        |
| 23, 24, 25     | Mellan akt ur Aline                               | Johann Abraham Peter Schulz |                |          | Klaver               |        |
| 26, 27, 28     | Sonat                                             | Hässler                     | -              |          | Fyrhändigt klaver    |        |
| 26, 27, 28     | Allegretto ur Fanchon                             | Friedrich Heinrich Himmel   |                |          | Sång, kör och klaver |        |
| 29, 30         | Aria ur Målaren och Modellerna                    | Étienne-Nicolas Méhul       |                |          | Sång och klaver      |        |

### 1805
| Nr         | Namn                                               | Kompositör               | Textförfattare | Arrangör | Besättning      | Övrigt  |
| ---------- | -------------------------------------------------- | ------------------------ | -------------- | -------- | --------------- | ------- |
| 1          | Romance ur Leheman                                 | Dalayrac                 |                |          | Sång och klaver |         |
| 1          | Grazioso                                           |                          |                |          | Klaver          |         |
| 2,3        | Polonäs                                            | Carl August Grevesmöhlen | -              |          | Klaver          |         |
| 4, 5, 6    | Tema med variationer                               | Kirmair                  | -              |          | Klaver          |         |
| 4, 5, 6    | Andante cantabile                                  | Mozart                   | -              |          | Klaver          |         |
| 4, 5, 6    | Largo maestoso                                     | Schulz                   | -              |          | Klaver          |         |
| 7, 8, 9    | Air ur Maison vendre                               | Dalayrac                 |                |          | Sång och klaver |         |
| 7, 8, 9    | Vals                                               |                          |                | Klaver   |                 |         |
| 10, 11, 12 | Tema med variationer                               | Kirmair                  | -              |          | Klaver          |         |
| 10, 11, 12 | Adagio con espressione                             |                          | -              |          | Klaver          |         |
| 13, 14     | Aria                                               | Paer                     |                |          | Sång och klaver |         |
| 15, 16     | Favorite hornpipe                                  | J. L. Dussek             | -              |          | Klaver          |         |
| 17, 18     | Ouvertyr                                           | Beethoven                | -              |          | Klaver          |         |
| 19, 20     | Aria ur Le Jeune sage et le vieux Fou              | Mehul                    |                |          | Sång och klaver |         |
| 19, 20     | Marsch                                             |                          | -              |          | Klaver          |         |
| 21, 22     | Sonat                                              | Clementi                 |                |          | Klaver          |         |
| 21, 22     | Aria ur Holger Danske                              | Kunzen                   |                |          | Sång och klaver |         |
| 23, 24     | Polonäs                                            | P. Rode                  |                |          | Klaver          |         |
| 23, 24     | Grazioso                                           |                          |                |          | Klaver          |         |
| 25         | Menuett                                            |                          |                |          | Klaver          | Insänd. |
| 25         | Sorg marsch vid en hjältes begravning av Beethoven |                          |                |          | Pianoforte      |         |
| 26, 27     | Overtyre ur Armida                                 | Salieri                  |                |          | Klaver          |         |
| 26, 27     | Menuett                                            |                          |                |          | Klaver          |         |
| 26, 27     | Marsch                                             |                          |                |          | Klaver          |         |
| 28, 29, 30 | Aria                                               | Wolfgang Amadeus Mozart  |                |          | Sång och klaver |         |
| 28, 29, 30 | Polonäs                                            | Byström                  |                |          | Klaver          |         |
| 28, 29, 30 | Vänskapens saknad                                  |                          |                |          | Sång och klaver | Insänd. |

### 1806
| Nr             | Namn                         | Kompositör       | Textförfattare | Arrangör | Besättning      | Övrigt                            |
| -------------- | ---------------------------- | ---------------- | -------------- | -------- | --------------- | --------------------------------- |
| 1, 2, 3        | Ouvertyr till Joanna         | Étienne Méhul    |                |          | Sång och klaver |                                   |
| 1, 2, 3        | Allegretto                   |                  |                |          | Klaver          | Insänd.                           |
| 4, 5, 6, 7     | Duett ur Ariodan             | Étienne Méhul    |                |          | Sång och klaver |                                   |
| 8, 9           | Polonäs                      | Ignace Pleyel    |                |          | Klaver          |                                   |
| 8, 9           | La Belle Inconnue            |                  |                |          | Klaver          | insänd                            |
| 10, 11,12      | Overtyr ur Une Folie         | Étienne Méhul    |                |          | Klaver          |                                   |
| 10, 11, 12     | Ålderdommen                  | Olof Åhlström    |                |          | Sång och klaver |                                   |
| 13, 14         | Kuplett ur Slottet Monténéro | Nicolas Dalayrac |                |          | Sång och klaver |                                   |
| 13, 14         | Marsch                       |                  |                |          | Klaver          |                                   |
| 13, 14         | Kuplett ur Slottet Monténéro | Nicolas Dalayrac |                |          | Sång och klaver |                                   |
| 13, 14         | Grazioso                     | Johan Wikmanson  |                |          | Sång och klaver |                                   |
| 15, 16, 17     | Aria ur Semire och Azor      | André Grétry     |                |          | Sång och klaver |                                   |
| 15, 16, 17     | Folksång med variationer     |                  |                |          | Klaver          |                                   |
| 18, 19         | Andante con espressione      | Olof Åhlström    |                |          | Sång och klaver |                                   |
| 18, 19         | Ensligheten                  | Götzloff         |                |          | Sång och klaver |                                   |
| 20, 21 22      | Tema med variationer         | Joseph Gelinek   |                |          | Klaver          | Temat är skrivet av Étienne Méhul |
| 20, 21, 22     | Aria                         | Joseph Haydn     |                |          | Sång och klaver |                                   |
| 23, 24, 25, 26 | Pot Pourry                   | Demar            |                |          | Klaver          |                                   |
| 27, 28         | Ouvertyr ur Die uniform      | Joseph Weigl     |                |          | Klaver          |                                   |
| 29             | Aria                         | Marchesi         |                |          | Sång och klaver |                                   |
| 30             | Polonäs                      | J. Swensson      |                |          | Klaver          |                                   |
| 30             | Andante                      | C. Kuhlau        |                |          | Sång och klaver |                                   |

### 1807
| Nr         | Namn                       | Kompositör                          | Textförfattare | Arrangör        | Besättning              | Övrigt  |
| ---------- | -------------------------- | ----------------------------------- | -------------- | --------------- | ----------------------- | ------- |
| 1, 2, 3    | Psaltaren 20:de psalm      | Johann Christian Friedrich Haeffner | Tingstadius    |                 | Fyrstämmig (SATB) kör.  |         |
| 4, 5       | Rondo                      | Daniel Steibelt                     |                |                 | Klaver                  |         |
| 4, 5       | Den sökta Herden           | Florian                             |                |                 | Sång och klaver         |         |
| 4, 5       | Vals                       | François Adrien Boïeldieu           |                |                 | Klaver                  |         |
| 6          | Air                        | Luigi Marchesi                      |                |                 | Sång och klaver         |         |
| 6          | Vals                       | François Adrien Boïeldieu           | -              |                 | Klaver                  |         |
| 7          | Duo ur Richard             | André Grétry                        |                |                 | Två sångare och klaver  |         |
| 8, 9       | Aria ur Vattendragaren     | Luigi Cherubini                     |                |                 | Sång och klaver         |         |
| 8, 9       | Andante                    | Lorenzen                            |                |                 | Sång och harpa          |         |
| 8, 9       | Lamentabile                | Lorenzen                            |                |                 | Sång och harpa          |         |
| 8, 9       | Andante moderato           |                                     |                |                 | Klaver                  |         |
| 10, 11, 12 | Duett ur Vattendragaren    | Luigi Cherubini                     |                |                 | Två sångare och klaver  |         |
| 10, 11, 12 | Vals                       | Paul Mascheck                       |                |                 | Klaver                  |         |
| 13         | Polonäs                    | G. S. Lithander                     |                |                 | Klaver                  |         |
| 14, 15, 16 | Kvartett ur Vattendragaren | Luigi Cherubini                     |                |                 | Fyra sångare och klaver |         |
| 14, 15, 16 | Ur Euphrosine              | Étienne-Nicolas Méhul               |                |                 | Klaver                  |         |
| 14, 15, 16 | Kuplett                    | Olof Åhlström                       |                |                 | Sång och klaver         |         |
| 17, 18     | Overtyre ur Armide         | Christoph Willibald Gluck           |                |                 | Klaver                  |         |
| 17, 18     | Marsch Funebre             | Palm                                |                |                 | Klaver                  |         |
| 19, 20     | Polonäs                    | J. E. Wass                          |                |                 | Klaver                  |         |
| 19, 20     | Overtyre ur Ariodant       | Étienne-Nicolas Méhul               |                |                 | Klaver                  |         |
| 21, 22, 23 | Tema med variationer       | Wolfgang Amadeus Mozart             |                |                 | Klaver                  |         |
| 21, 22, 23 | Marsch                     | J. G. Lundberg                      |                |                 | Klaver                  |         |
| 24, 25, 26 | Tema med variationer       | Georg Joseph Vogler                 | -              |                 | Klaver                  |         |
| 24, 25, 26 | Marsch                     |                                     | -              |                 | Klaver                  | Insänd. |
| 27         | Tema med variationer       | Jan Ladislav Dussek                 | -              |                 | Klaver                  |         |
| 28, 29, 30 | Air ur Princesse D'Amalfi  |                                     |                | Sång och klaver |                         |         |
| 28, 29, 30 | Till min J x x i dess grav |                                     |                | Sång och klaver | Insänd.                 |         |

### 1808
| Nr                 | Namn                               | Kompositör              | Textförfattare | Arrangör | Besättning             | Övrigt  |
| ------------------ | ---------------------------------- | ----------------------- | -------------- | -------- | ---------------------- | ------- |
| 1                  | De husliga sorgerna. Dryckes Wisa. |                         |                |          | Sång och klaver        |         |
| 1                  | Vals                               | En musikälskarinna      |                |          | Klaver                 | Insänd. |
| 2, 3, 4            | Aria                               |                         |                |          | Sång och klaver        |         |
| 2, 3, 4            | Kuplett ur Intrigen i Fönstren.    | Sång och klaver         |                |          |                        |         |
| 5                  | Allegretto med Variationer.        | Wolfgang Amadeus Mozart | -              |          | Klaver                 |         |
| 6                  | Teutsche Tanze                     | Ludvig van Beethoven    | -              |          |                        |         |
| 7, 8, 9            | Aria ur Alexis                     |                         |                |          | Sång och klaver        |         |
| 7, 8, 9            | Vals ur den Ondsinta Hustrun.      |                         |                |          | Sång och klaver        |         |
| 10, 11, 12         | Duo ur Den Ondsinta Hustrun.       |                         |                |          | Två sångare och klaver |         |
| 13, 14, 15, 16, 17 | Aria ur Alexis.                    |                         |                |          | Sång och klaver        |         |
| 13, 14, 15, 16, 17 | Fantaisie Militaire                | Daniel Steibelt         | -              |          | Klaver                 |         |
| 18, 19, 20         | Ouvertyr ur Unga Matrosen          |                         | -              |          | Klaver                 |         |
| 18, 19, 20         | Romance                            | N. Gelles               |                |          | Sång och klaver        |         |
| 21, 22, 23         | Romance                            | Berton                  |                |          | Sång och klaver        |         |
| 21, 22, 23         | Romance                            |                         |                |          | Sång och klaver        |         |
| 24                 | Andante con Variatone              |                         | -              |          | Klaver                 |         |
| 25                 | Mamma Mia                          |                         | -              |          | Sång och klaver        |         |
| 26, 27, 28         | Ouvertyr ur Sveitziska flickan     |                         |                |          | Sång och klaver        |         |
| 26, 27, 28         | Allegretto                         | Ludwig van Beethoven    |                |          | Klaver                 |         |
| 29, 30             | Adagio                             | Ludwig van Beethoven    |                |          | Klaver                 |         |
| 29, 30             | Romance                            |                         |                |          | Sång och klaver        |         |
| 29, 30             | Prelude på L'Op. Ariodant          |                         |                |          | Klaver                 |         |
| 29, 30             | Vals                               | Palm                    |                |          | Klaver                 |         |
| 29, 30             | Allegretto                         | Ludwig van Beethoven    |                |          | Klaver                 |         |

### 1809
| Nr                       | Namn                                  | Kompositör            | Textförfattare |
| ------------------------ | ------------------------------------- | --------------------- | -------------- |
| 1 och 2                  | Ouverture de L'Irato                  | Étienne-Nicolas Méhul | -              |
|                          | Marche                                |                       | -              |
| 3                        | Grazioso                              |                       |                |
| 3                        | Psalm nummer 194 i Svenska psalmboken | Doktor Ödman          | -              |
| 4                        | Psalm nummer 45                       | Doktor Ödman          | -              |
| 4                        | Allegretto ur den Sveitziska Flickan  |                       |                |
| 4                        | Marsch                                |                       |                |
| 5, 6, 7, 8, 9, 10 och 11 | Cantate                               | Abbé Vogler           |                |
| 12                       | Coupletter ur Skomakaren i Damas      | Bernhard Crusell      |                |
| 13 och 14                | Thema med Variationer                 | Joseph Gelinek        | -              |
| 13 och 14                | Polonoise                             |                       | -              |
| 15 och 16                | Tema med Variationer                  | Johann Baptist Cramer | -              |
| 15 och 16                | Andante Con Espressione               | Bernhard Crusell      |                |
| 17 och 18                | Tema med variationer                  | Johann Baptist Cramer | -              |
| 17 och 18                | Aria ur OEdipe                        | Antonio Sacchini      |                |
| 19                       | March                                 |                       | -              |
| 19                       | Allegro                               | Domenico Scarlatti    | -              |
| 20, 21 och 22            | Duo ur Azemia                         | Nicolas Dalayrac      |                |
| 23, 24 och 25            | Duo ur den Föregifne skatten          | Étienne-Nicolas Méhul |                |
| 23, 24 och 25            | Menuetto                              |                       | -              |
| 23, 24 och 25            | Menuetto                              |                       | -              |
| 26, 27, 28, 29 och 30    | Aria ur En Timmas äktenskap           | Nicolas Dalayrac      |                |
| 26, 27, 28, 29 och 30    | Aria ur En Timmas äktenskap           | Nicolas Dalayrac      |                |
| 26, 27, 28, 29 och 30    | Polonäs (Andante)                     |                       | -              |

### 1810
| Nr                 | Namn                               | Kompositör                | Textförfattare | Arrangör                     | Besättning                | Övrigt |
| ------------------ | ---------------------------------- | ------------------------- | -------------- | ---------------------------- | ------------------------- | ------ |
| 1                  | Kuplett ur En Timas äktenska       | Nicolas Dalayrac          |                |                              | Sång och klaver           |        |
| 2                  | Mårsch ur Dramen Morerne i Spanien |                           |                |                              | Klaver                    |        |
| 2                  | Grave ur Nunnorne                  |                           |                |                              | Klaver                    |        |
| 3, 4               | Aria ur Kuluff                     | Nicolas Dalayrac          |                |                              | Sång och klaver           |        |
| 3, 4               | Kuplett ur Kuluff                  | Nicolas Dalayrac          |                |                              | Sång och klaver           |        |
| 5, 6, 7, 8         | Aria ur Kuluff                     | Nicolas Dalayrac          |                |                              | Sång och klaver           |        |
| 9, 10              | Romance                            | Fauvel                    |                |                              | Sång och klaver           |        |
| 9, 10              | Livets vår och höst                |                           |                |                              | Sång och klaver           |        |
| 9, 10              | Romance                            | Garat                     |                |                              | Sång och klaver           |        |
| 11, 12, 13, 14, 15 | Kantat med kör                     | J. H. Kuster              |                | Lämpad för klaver av auctor. | Sång för tre röster (TTB) |        |
| 11, 12, 13, 14, 15 | Marsch                             | J. E. Wass                |                |                              | Klaver                    |        |
| 16, 17, 18         | Aria ur slottet Montenero          | Nicolas Dalayrac          |                |                              | Sång och klaver           |        |
| 16, 17, 18         | Svearne fordomdags drucko ur horn  | C. A. Stieler             |                |                              | Tre tenorer               |        |
| 19, 20             | Polonäs                            | Peter Askergren           |                |                              | Klaver                    |        |
| 19, 20             | Sång den 21 augusti 1810           |                           |                |                              | Sång och klaver           |        |
| 21, 22, 23         | Aria ur Adelaide                   | Ludwig van Beethoven      |                |                              | Sång och klaver           |        |
| 24, 25, 26, 27     | Favorit Rondo ur Enea del Lazio    | Vincenzo Righini          |                |                              | Sång och klaver           |        |
| 24, 25, 26, 27     | Romance ur Gendrillon              | Nicolas Isouard           |                |                              | Sång och klaver           |        |
| 28, 29, 30         | Romance ur Kaliffen i Bagdad       | François Adrien Boïeldieu |                |                              | Sång och klaver           |        |
| 28, 29, 30         | Andantino mosso ur Cendrillon      | Nicolas Isouard           |                |                              | Sång och klaver           |        |
| 28, 29, 30         | Kuplett ur Aline                   | Henri Montan Berton       |                |                              | Sång och klaver           |        |

### 1811
| Nr                 | Namn                            | Kompositör              | Textförfattare | Arrangör | Besättning             | Övrigt  |
| ------------------ | ------------------------------- | ----------------------- | -------------- | -------- | ---------------------- | ------- |
| 1, 2, 3            | Allegro ur Cendiollon           | Nicolas Isouard         |                |          | Sång och klaver        |         |
| 1, 2, 3            | Largo ur Cendiollon             | Nicolas Isouard         |                |          | Sång och klaver        |         |
| 1, 2, 3            | Vals                            |                         |                |          | Klaver                 |         |
| 4, 5, 6            | Allegro ur Cendiollon           | Nicolas Isouard         |                |          | Sång och klaver        |         |
| 7, 8, 9, 10        | Ouvertyr ur Cendrillon          | Nicolas Isouard         |                |          | Klaver                 |         |
| 7, 8, 9, 10        | Polonäs                         | Ivanovitz               |                |          | Klaver                 |         |
| 11, 12, 13, 14, 15 | Duett ur Cendiollon             | Nicolas Isouard         |                |          | Två sångare och klaver |         |
| 16, 17, 18, 19     | Duett ur Cendiollon             | Nicolas Isouard         |                |          | Två sångare och klaver |         |
| 20, 21             | Ouvertyr ur La clemenza di Tito | Wolfgang Amadeus Mozart |                |          | Klaver                 |         |
| 22, 23, 24, 25     | Duett ur Cendiollon             | Nicolas Isouard         |                |          | Två sångare och klaver |         |
| 22, 23, 24, 25     | Marsch                          |                         |                |          | Klaver                 |         |
| 26, 27, 28, 29     | Tema med variationer            | Philipp Jakob Riotte    |                |          | Klaver                 |         |
| 26, 27, 28, 29     | Legatissimo                     |                         |                |          | Klaver                 |         |
| 30                 | Marsch                          | Edmund Passy            |                |          | Klaver                 | Insänd. |

### 1812
| Nr         | Namn                                | Kompositör              | Textförfattare                                         | Arrangör | Besättning                  | Övrigt                                                   |
| ---------- | ----------------------------------- | ----------------------- | ------------------------------------------------------ | -------- | --------------------------- | -------------------------------------------------------- |
| 1, 2, 3    | Aria ur Det lyckliga Trolleriet     | Solie                   |                                                        |          | Sång och klaver             |                                                          |
| 1, 2, 3    | Menuett                             |                         |                                                        |          | Klaver                      |                                                          |
| 4, 5, 6, 7 | Allegorisk ouvertyr                 | Daniel Steibelt         |                                                        |          | Klaver                      | Till åminnelse över holländska flottan, 11 oktober 1797. |
| 8, 9, 10   | Duett ur Cendriollon                | Nicolas Isouard         |                                                        |          | Två sångare och klaver      |                                                          |
| 8, 9, 10   | Wals                                | Wass                    |                                                        |          | Klaver                      |                                                          |
| 11, 12     | Aria ur Trollflöjten                | Wolfgang Amadeus Mozart |                                                        |          | Sång och klaver             |                                                          |
| 11, 12     | La poste angelaise                  | Edmund Passy            |                                                        |          | Klaver                      |                                                          |
| 13         | Aria ur Trollflöjten                | Wolfgang Amadeus Mozart |                                                        |          | Sång och klaver             |                                                          |
| 14, 15, 16 | Duett ur Trollflöjten               | Wolfgang Amadeus Mozart |                                                        |          | Två sångare och klaver      |                                                          |
| 14, 15, 16 | Aria ur Trollflöjten                | Wolfgang Amadeus Mozart |                                                        |          | Sång och klaver             |                                                          |
| 17, 18, 19 | Aria ur Trollflöjten                | Wolfgang Amadeus Mozart |                                                        |          | Sång och klaver             |                                                          |
| 17, 18, 19 | Romans ur Aline                     | Henri Montan Berton     |                                                        |          | Sång och klaver             |                                                          |
| 20, 21, 22 | Hastigt som vi spinna ur årstiderna | Joseph Haydn            |                                                        |          | sång, kör (SATB) och klaver |                                                          |
| 23, 24, 25 | Ouvertyr till Figaros bröllop       | Wolfgang Amadeus Mozart | -                                                      |          | Klaver                      |                                                          |
| 26, 27     | Aria ur Den avbrutna offerfesten    | Peter von Winter        | Franz Xaver Huber (Svensk text: Carl Gustaf Nordforss) |          | Sång och klaver             |                                                          |
| 26, 27     | Aria ur Den avbrutna offerfesten    | Peter von Winter        | Franz Xaver Huber (Svensk text: Carl Gustaf Nordforss) |          | Sång och klaver             |                                                          |
| 28, 29, 30 | Duett ur den avbrutna offerfesten   | Peter von Winter        | Franz Xaver Huber (Svensk text: Carl Gustaf Nordforss) |          | Två sångare och klaver      |                                                          |
| 28, 29, 30 | Marsch                              |                         |                                                        |          | Klaver                      |                                                          |

### 1813
| Nr                             | Namn                           | Kompositör              | Textförfattare | Arrangör                 | Besättning                                          | Övrigt                                                               |
| ------------------------------ | ------------------------------ | ----------------------- | -------------- | ------------------------ | --------------------------------------------------- | -------------------------------------------------------------------- |
| 1, 2, 3, 4                     | Tema med variationer           | Edmund Passy            | -              |                          | Klaver                                              |                                                                      |
| 1, 2, 3, 4                     | Vals                           | Mascheck                | -              |                          | Klaver                                              |                                                                      |
| 5, 6,                          | Aria ur Trollflöjten           | Wolfgang Amadeus Mozart |                |                          | Sång och klaver                                     |                                                                      |
| 5, 6,                          | Aria ur Trollflöjten           | Wolfgang Amadeus Mozart |                |                          | Sång och klaver                                     |                                                                      |
| 5, 6,                          | Aria ur Trollflöjten           | Wolfgang Amadeus Mozart |                |                          | Sång och klaver                                     |                                                                      |
| 7, 8                           | Ouvertyr till Die Geisterinsel | Johann Rudolf Zumsteeg  | -              |                          | Klaver                                              |                                                                      |
| 9                              | Psalm 165 ur 1697 års koralbok |                         |                |                          | Orgel                                               |                                                                      |
| 9                              | Kör ur Slottet Montenero       | Nicolas Dalayrac        |                |                          | Kör (SAB) och klaver                                |                                                                      |
| 10, 11, 12                     | Kör ur Slottet Montenero       | Nicolas Dalayrac        |                |                          | Kör (SAB) och klaver                                |                                                                      |
| 13, 14, 15, 16, 17, 18, 19, 20 | Kantat                         | Joachim Nicolas Eggert  |                | Klaverutdrag Erik Drake. | tenor och sopran solist, Kör (TTBB) och Forte Piano | Uppförd vid H. K. H. kronprinsen Carl Johans ankomst till Stockholm. |
| 13, 14, 15, 16, 17, 18, 19, 20 | Marsch                         |                         | -              |                          | Klaver                                              |                                                                      |
| 21                             | Dödsoffer över Bröderna Ramsay | Johan Fredrik Berwald   |                |                          | Sång och klaver                                     |                                                                      |
| 22, 23                         | Duett ur Don Juan              | Wolfgang Amadeus Mozart |                |                          | Två sångare och klaver                              |                                                                      |
| 22, 23                         | Polonäs                        |                         | -              |                          | Klaver                                              |                                                                      |
| 22, 23                         | Marsch Lamentabile             |                         | -              |                          | Klaver                                              |                                                                      |
| 24, 25                         | Trio ur Don Juan               | Wolfgang Amadeus Mozart |                |                          | Tre sångare och klaver                              |                                                                      |
| 26, 27, 28                     | Aria ur Don Juan               | Wolfgang Amadeus Mozart |                |                          | Sångare och klaver                                  |                                                                      |
| 26, 27, 28                     | Andante                        |                         | -              |                          | Klaver                                              |                                                                      |
| 29                             | Polonäs                        |                         | -              |                          | Klaver                                              |                                                                      |
| 29                             | Jul aftonen                    | Olof Åhlström           |                |                          | Sång och klaver                                     |                                                                      |
| 29                             | Allegretto                     |                         | -              |                          | Klaver                                              |                                                                      |
| 30                             | Kuplett ur De löjliga Motena   | Nicolas Isouard         |                |                          | Sång och klaver                                     |                                                                      |

### 1814
| Nr             | Namn                           | Kompositör                | Textförfattare | Arrangör | Besättning             | Övrigt  |  |
| -------------- | ------------------------------ | ------------------------- | -------------- | -------- | ---------------------- | ------- |  |
| 1, 2, 3, 4     | Duett ur Armide                | Christoph Willibald Gluck |                |          | Två sångare och klaver |         |  |
| 5, 6           | Polonäs ur Avbrutna konserten  | Henri Montan Berton       |                |          | Sång och klaver        |         |  |
| 7              | Aria ur Don Juan               | Wolfgang Amadeus Mozart   |                |          | Sång och klaver        |         |  |
| 8, 9           | Aria ur Don Juan               | Wolfgang Amadeus Mozart   |                |          | Sång och klaver        |         |  |
| 8, 9           | Vals                           |                           | -              |          | Klaver                 |         |  |
| 10, 11         | Klagan på stranden             | Johan Fredrik Berwald     |                |          | Sång och klaver        |         |  |
| 10, 11         | Lamentabile                    |                           | -              |          | Klaver                 |         |  |
| 12, 13, 14, 15 | Melange ur Richard             | André Grétry              |                |          |                        | Klaver  |  |
| 12, 13, 14, 15 | Allegretto                     |                           |                |          | Klaver                 |         |  |
| 16, 17, 18     | Musik                          | Johan Fredrik Berwald     |                |          | Sång och klaver        |         |  |
| 16, 17, 18     | Menuett                        |                           | -              |          | Klaver                 | Insänd. |  |
| 19, 20         | Allegro                        | Wolfgang Amadeus Mozart   |                |          | Klaver                 |         |  |
| 21, 22, 23     | Ouvertyr till Œdipe à Colone   | Antonio Sacchini          | -              |          | Klaver                 |         |  |
| 21, 22, 23     | Vals                           | A. G. Rylander            | -              |          | Klaver                 |         |  |
| 24, 25, 26     | Ouvertyr till Kalifen i Bagdad | François Adrien Boïeldieu | -              |          | Klaver                 |         |  |
| 24, 25, 26     | Polonäs                        |                           | -              |          | Klaver                 |         |  |
| 24, 25, 26     | Polonäs                        |                           | -              |          | Klaver                 | Insänd. |  |
| 27, 28, 29 30  | Musik ur Ungdom och dårskap    | Édouard du Puy            |                |          | Sång och klaver        |         |  |
| 27, 28, 29, 30 | Vals                           | Johan Fredrik Palm        | -              |          | Klaver                 |         |  |

### 1815
| Nr             | Namn                              | Kompositör          | Textförfattare | Arrangör | Besättning           | Övrigt                                      |
| -------------- | --------------------------------- | ------------------- | -------------- | -------- | -------------------- | ------------------------------------------- |
| 1, 2           | Anacreons 4:e Ode                 | Olof Åhlström       |                |          | Sång och klaver      |                                             |
| 3, 4, 5        | Musik ur Ungdom och dårskap       | Édouard du Puy      |                |          | Sång, kör och klaver |                                             |
| 6, 7, 8, 9     | Andante med variationer           | Gelineck            |                |          | Klaver               |                                             |
| 6, 7, 8, 9     | Vals                              |                     |                |          | Klaver               | Insänd.                                     |
| 10, 11, 12     | Ouvertyr till Gustaf Adolph       | Abbe Vogler         |                |          | Klaver               |                                             |
| 13, 14         | Ouvertyr till L'auber de Bagneres | Catel               |                |          | Klaver               |                                             |
| 13, 14         | Polonäs                           |                     |                |          | Klaver               | Insänd.                                     |
| 13, 14         | Larghetto                         |                     |                |          | Klaver               |                                             |
| 15, 16         | En spelares visa                  | Catel               |                |          | Sång och klaver      |                                             |
| 17             | Polonäs                           |                     |                |          | Klaver               |                                             |
| 18             | Böhmisk vals med variationer      |                     |                |          | Klaver               | Insänd.                                     |
| 19, 20         | Fuga                              | Händel              |                |          | Klaver               |                                             |
| 19, 20         | Aria ur Aline                     | Berton              |                |          | Sång och klaver      |                                             |
| 21, 22, 23     | Sonat                             | Olof Åhlström       |                |          | Klaver               |                                             |
| 24, 25, 26, 27 | Rondeau ur Avbrutna konserten     | Henri Montan Berton |                |          | Sång och klaver      |                                             |
| 28, 29, 30     | Grazioso                          | Olof Åhlström       | -              |          | Klaver               | Fortsättning på Sonaten från nr 21, 22, 23. |
| 28, 29, 30     | Alla Polcka                       |                     | -              |          | Klaver               |                                             |
| 28, 29, 30     | Andante                           |                     |                |          | Klaver               | Insänd.                                     |

### 1816
| Nr         | Namn                                              | Kompositör                          | Textförfattare | Arrangör | Besättning      | Övrigt                                 |
| ---------- | ------------------------------------------------- | ----------------------------------- | -------------- | -------- | --------------- | -------------------------------------- |
| 1          | Omarbetning av traditioner för svenska folkdanser | Johann Christian Friedrich Haeffner |                |          | Klaver          |                                        |
| 1          | Sång lek                                          | Johann Christian Friedrich Haeffner |                |          | Sång och klaver |                                        |
| 1          | Polonäs                                           |                                     |                |          | Klaver          | Insänd.                                |
| 2, 3, 4, 5 | Tema med variationer                              | Joseph Gelinek                      |                |          | Klaver          | Temat är hämtat från Cendrillon.       |
| 6, 7       | Duett ur Die Schweizerfamilie                     | Joseph Weigl                        |                |          | Sång och klaver |                                        |
| 8, 9, 10   | Tema med variationer                              | Joseph Gelinek                      |                |          | Klaver          | Temat är hämtat från Don Juan.         |
| 11, 12     | Ouvertyr till Die Schweizerfamilie                | Joseph Weigl                        |                |          | Klaver          |                                        |
| 13         | Marsch                                            |                                     |                |          | Klaver          | Insänd.                                |
| 13         | Allegro                                           | Olof Åhlström                       |                |          | Sång och klaver |                                        |
| 13         | Marsch                                            |                                     |                |          | Klaver          | Insänd.                                |
| 14, 15     | Tema med variationer                              | Joseph Gelinek                      |                |          | Klaver          | Temat är hämtat från Sweizer famillen. |
| 16, 17     | Romans                                            | Daniel Steibelt                     |                |          | Klaver          |                                        |
| 18, 19     | Aria ur Die Schweizerfamilie                      | Joseph Weigl                        |                |          | Sång och klaver |                                        |
| 18, 19     | Allegretto                                        |                                     |                |          | Klaver          |                                        |
| 20, 21     | Ouvertyr till Savoyar gossarne                    | Nicolas Dalayrac                    |                |          | Klaver          |                                        |
| 20, 21     | Allegretto                                        |                                     |                |          | Klaver          |                                        |
| 22, 23     | Aria ur Die Schweizerfamilie                      | Joseph Weigl                        |                |          | Sång och klaver |                                        |
| 24, 25, 26 | Ouvertyr till vattendragaren                      | Luigi Cherubini                     |                |          | Klaver          |                                        |
| 27, 28     | Aria ur Cendrillon                                | Nicolas Isouard                     |                |          | Sång och klaver |                                        |
| 29, 30     | Canzonette                                        | D'Ernesto Haeusler                  |                |          | Sång och klaver |                                        |
| 29, 30     | Canzonette                                        | D'Ernesto Haeusler                  |                |          | Sång och klaver |                                        |

### 1817
| Nr             | Namn                           | Kompositör    | Textförfattare | Arrangör | Besättning             | Övrigt             |  |
| -------------- | ------------------------------ | ------------- | -------------- | -------- | ---------------------- | ------------------ |  |
| 1              | Polonäs                        | Olof Åhlström |                |          | Klaver                 |                    |  |
| 2, 3, 4, 5, 6  | Duett ur Avbrutna konserten    | H. Berton     |                |          | Två sångare och klaver |                    |  |
| 2, 3, 4, 5, 6  | Polonäs                        |               |                | Klaver   | Insänd från Skåne.     |                    |  |
| 2, 3, 4, 5, 6  | Polonäs                        |               |                | Klaver   | Insänd från Småland.   |                    |  |
| 7, 8, 9, 10    | Tema med variationer           | Olof Åhlström |                |          | Klaver                 |                    |  |
| 11, 12, 13, 14 | Recitativ och aria ur Oedip    | Sacchini      |                |          | Sång och klaver        |                    |  |
| 11, 12, 13, 14 | Polonäs                        |               |                |          | Klaver                 | Insänd från Närke. |  |
| 15, 16, 17, 18 | Sonat                          | Olof Åhlström |                |          |                        | Klaver             |  |
| 19, 20, 21     | Aria ur Värdshuset i Bagnieres | Catel         |                |          | Sång och klaver        |                    |  |
| 22, 23, 24     | Återkomsten                    | Olof Åhlström |                |          | Sång och klaver        |                    |  |
| 22, 23, 24     | Polonäs från Skåne             |               |                |          | Klaver                 |                    |  |
| 22, 23, 24     | Polonäs från Uppland           |               |                |          | Klaver                 |                    |  |
| 25, 26, 27     | Ouvertyr till Tanchon          | F. M. Himmel  |                |          | Klaver                 |                    |  |
| 28, 29, 30     | Aria                           | Passy         |                |          | Sång och klaver        |                    |  |

### 1818
| Nr             | Namn                                  | Kompositör                | Textförfattare | Arrangör        | Besättning             | Övrigt              |
| -------------- | ------------------------------------- | ------------------------- | -------------- | --------------- | ---------------------- | ------------------- |
| 1, 2           | Duett (Rondo) ur Sveizer famillen     | Joseph Gelinek            |                |                 | Klaver                 |                     |
| 1, 2           | Sorgmarsch                            |                           |                |                 | Klaver                 |                     |
| 1, 2           | Sorgmarsch                            |                           |                |                 | Klaver                 |                     |
| 3, 4, 5, 6     | Aria ur Jour á Paris                  |                           |                |                 | Sång och klaver        |                     |
| 7, 8           | Kuplett ur Nya Egendoms Herrn         | François Adrien Boïeldieu |                |                 | Två sångare och klaver |                     |
| 9, 10, 11, 12  | Duett ur Nya Egendoms Herrn           | François Adrien Boïeldieu |                |                 | Två sångare och klaver |                     |
| 13, 14, 15, 16 | Favoris sonat                         | Jan Ladislav Dussek       |                |                 | Klaver                 |                     |
| 17, 18         | Aria ur Rome et Juliette              | Daniel Steibelt           |                | Daniel Steibelt | Sång och klaver        |                     |
| 17, 18         | Marsch                                |                           |                |                 | Klaver                 |                     |
| 19, 20, 21     | La Consolation                        | Jan Ladislav Dussek       |                |                 | Klaver                 |                     |
| 22, 23         | 1. Poco adagio ur stråkkvartett nr 15 | Joseph Haydn              |                |                 | Klaver                 | Hob.III:23, op.9:5. |
| 22, 23         | Marsch                                |                           |                |                 | Klaver                 |                     |
| 24, 25, 26     | Polonäs                               | Pierre Rode               |                |                 | Klaver                 |                     |
| 24, 25, 26     | Vals                                  | L. Berger                 |                |                 | Klaver                 |                     |
| 24, 25, 26     | Höstvisa                              | A. Fr. Wirgin             |                |                 | Sång och klaver        | Insänd.             |
| 27, 28         | Sångstycke                            | Haeusler                  |                |                 | Sång och klaver        |                     |
| 27, 28         | Sångstycke                            | Haeusler                  |                |                 | Sång och klaver        |                     |
| 27, 28, 29     | Moderato                              |                           |                |                 | Klaver                 |                     |
| 29, 30         | Nocturne ("Nocturne pastorale")       | John Field                | -              | -               | Klaver                 |                     |

### 1819
| Nr             | Namn                             | Kompositör                | Textförfattare | Arrangör | Besättning      | Övrigt |
| -------------- | -------------------------------- | ------------------------- | -------------- | -------- | --------------- | ------ |
| 1, 2           | Kupletter ur Joconde             | Nicolas Isouard           |                |          | Sång och klaver |        |
| 1, 2           | Romans ur Joconde                | Nicolas Isouard           |                |          | Sång och klaver |        |
| 3, 4, 5        | Aria ur Jaconde                  | Nicolas Isouard           |                |          | Sång och klaver |        |
| 6, 7, 8        | Ouvertyr till Herman von Unna    | Georg Joseph Vogler       |                |          | Klaver          |        |
| 6, 7, 8        | Marsch ur Herman von Unna        | Georg Joseph Vogler       |                |          | Klaver          |        |
| 9, 10, 11      | Aria ur Jaconde                  | Nicolas Isouard           |                |          | Sång och klaver |        |
| 9, 10, 11      | Den ängsliga blomman             | Kuhlau                    |                |          | Sång och klaver |        |
| 12, 13, 14     | Tema med variationer             | Joseph Gelinek            |                |          | Klaver          |        |
| 15             | Largo                            | Heinrich Gerhard Lentz    |                |          | Klaver          |        |
| 15             | Romans ur Slottet Montenero      | Nicolas Dalayrac          |                |          | Sång och klaver |        |
| 15             | Vivace                           |                           |                |          | Klaver          |        |
| 16, 17         | Ouvertyr till Caravanen          | André Grétry              |                |          | Klaver          |        |
| 16, 17         | Vals                             | J. Piscator               |                |          | Klaver          |        |
| 18, 19, 20     | Tema med variationer             | Olof Åhlström             |                |          | Klaver          |        |
| 18, 19, 20     | Polonäs                          | A. G. Forsberg            |                |          | Klaver          |        |
| 21, 22, 23, 24 | Grand Caprice                    | August Eberhard Müller    |                |          | Klaver          |        |
| 25, 26, 27     | Andante Grazioso med variationer | Wolfgang Amadeus Mozart   |                |          | Klaver          |        |
| 28             | Larghetto                        |                           |                |          | Klaver          |        |
| 28             | Svensk ynglingasång              | Olof Åhlström             |                |          | Sång och klaver |        |
| 28             | Allegretto                       |                           |                |          | Klaver          |        |
| 29, 30         | Aria ur Iplingeni i Tauriden     | Christoph Willibald Gluck |                |          | Sång och klaver |        |

### 1820
| Nr             | Namn                                         | Kompositör                | Textförfattare | Arrangör | Besättning                    | Övrigt                          |
| -------------- | -------------------------------------------- | ------------------------- | -------------- | -------- | ----------------------------- | ------------------------------- |
| 1, 2           | Aria ur Ifigenia i Tauris                    | Christoph Willibald Gluck |                |          | Sång och klaver               |                                 |
| 3, 4           | Midnattssång i Lappmarken 1799               |                           |                |          | Sång och klaver               |                                 |
| 5, 6, 7        | Duett med kör ur Warbeck                     |                           |                |          | två sångare, kör och klaver   |                                 |
| 5, 6, 7        | Tema med variationer                         | Olof Åhlström             |                |          | Klaver                        | Temat är skrivet av Pihlman.    |
| 8, 9, 10, 11   | Ouvertyr och orage till Iphigenie i Tauriden | Gluck                     |                |          | Klaver                        |                                 |
| 12, 13         | Tema med variationer                         | Olof Åhlström             |                |          | Klaver                        | Temat är skrivet av Boccherini. |
| 14, 15, 16, 17 | Duett                                        | Kraus                     |                |          | Två sångare och klaver        |                                 |
| 18, 19         | Sorgmarsch                                   |                           |                |          |                               | Insänd                          |
| 18, 19         | Elegie av Florian                            | Haessler                  |                |          | Sång och pianoforte           |                                 |
| 18, 19         | Andante grazioso                             |                           |                |          | Klaver                        | insänd.                         |
| 20, 21, 22, 23 | Tema med variationer                         | Joseph Liparski           | -              |          | Temat är skrivet av Cherubini |                                 |
| 24, 25, 26, 27 | Tema med variationer                         | Olof Åhlström             | -              |          | Temat är skrivet av Nauman.   |                                 |
| 24, 25, 26, 27 | Andante                                      | C. G. Kuhlau              |                |          | Sång och klaver               |                                 |
| 28, 29         | Ur Försonaren på Oljoberget                  | Frigel                    |                |          | Kör och klaver                |                                 |
| 30             | Andante Sostenuto                            |                           |                |          | Klaver                        |                                 |
| 30             | Andante                                      | C. G. Kuhlau              |                |          | Sång och klaver               |                                 |

### 1821
| Nr             | Namn                                      | Kompositör                | Textförfattare | Arrangör | Besättning             | Övrigt                      |
| -------------- | ----------------------------------------- | ------------------------- | -------------- | -------- | ---------------------- | --------------------------- |
| 1, 2           | Ouvertyr till Le Infante de Zamora        | Giovanni Paisiello        |                |          | Klaver                 |                             |
| 3              | Marsch vid påvens livgarde                |                           |                |          | Klaver                 |                             |
| 3              | Kupletter ur Ioconde                      | Nicolas Isouard           |                |          | Sång och klaver        |                             |
| 4, 5, 6        | Ouvertyr till Die Räuberburg              | Friedrich Kuhlau          |                |          | Klaver                 |                             |
| 4, 5, 6        | Marsch                                    | Nordblad                  |                |          | Klaver                 |                             |
| 7, 8, 9        | Tema med variationer                      | Wolfgang Amadeus Mozart   |                |          | Klaver                 |                             |
| 10, 11, 12     | Trio ur Slottet Montenero                 | Dalayrac                  |                |          | Tre sångare och klaver |                             |
| 13, 14         | Marsch                                    |                           |                |          | Klaver                 |                             |
| 13, 14         | Den giftes godmorgon                      | Wolfgang Amadeus Mozart   |                |          | Sång och klaver        |                             |
| 13, 14         | Den giftes godnatt                        | Wolfgang Amadeus Mozart   |                |          | Sång och klaver        |                             |
| 13, 14         | Polonäs                                   | Ludwig van Beethoven      |                |          | Klaver                 |                             |
| 13, 14         | Grazioso                                  |                           |                |          | Klaver                 |                             |
| 15, 16, 17, 18 | Recitativ och duett ur Slottet Montenero  | Dalayrac                  |                |          | Två sångare och klaver |                             |
| 19, 20         | La Coquette                               | Hermann                   |                |          | Klaver                 |                             |
| 21, 22         | Kupletter ur Gifta Ungkarlarne            | Berton                    |                |          | Sång och klaver        |                             |
| 21, 22         | 2. Adagio ur stråkkvartett nr 63          | Joseph Haydn              |                |          | Klaver                 | Hob.III:78, op.76:4.        |
| 21, 22         | 2. Allegretto ur stråkkvartett nr 32      | Joseph Haydn              |                |          | Klaver                 | Hob.III:39, op.33:3.        |
| 23, 24, 25     | 1. Moderato ur stråkkvartett nr 23        | Joseph Haydn              |                |          | Klaver                 | Hob.III:35, op.20:5.        |
| 23, 24, 25     | 2. Scherzo Allegro ur stråkkvartett nr 30 | Joseph Haydn              |                |          | Klaver                 | Hob. III:38, op.33:2.       |
| 26, 27         | Tema med variationer                      |                           |                |          | Klaver                 | Temat är skrivet av Nauman. |
| 28, 29, 30     | Aria ur Ifigenia i Tauris                 | Christoph Willibald Gluck |                |          | Sång och klaver        |                             |
| 28, 29, 30     | Adagio ur stråkkvartett                   | Joseph Haydn              |                |          | Klaver                 |                             |

### 1822
| Nr         | Namn                                     | Kompositör                | Textförfattare | Arrangör | Besättning             | Övrigt                                |
| ---------- | ---------------------------------------- | ------------------------- | -------------- | -------- | ---------------------- | ------------------------------------- |
| 1, 2, 3    | Andante ur Armide                        | Christoph Willibald Gluck |                |          | Klaver                 |                                       |
| 1, 2, 3    | Andante ur Armide                        | Christoph Willibald Gluck |                |          | Klaver                 |                                       |
| 1, 2, 3    | Menuett ur stråkkvartett                 | Joseph Haydn              |                |          | Klaver                 |                                       |
| 1, 2, 3    | Affettuso ur stråkkvartett               | Joseph Haydn              |                |          | Klaver                 |                                       |
| 4, 5, 6, 7 | La chasse du jenne Henry                 | Étienne-Nicolas Méhul     |                |          | Klaver                 |                                       |
| 8, 9, 10   | Aria med recitativ ur Romeo och Juliette | Daniel Steibelt           |                |          | Sång och klaver        |                                       |
| 11, 12     | Aria ur Romeo och Juliette               | Daniel Steibelt           |                |          | Sång och klaver        |                                       |
| 13, 14     | Aria ur Zemir och Azor                   | André Grétry              |                |          | Sång och klaver        |                                       |
| 15, 16     | Aria ur Romeo och Juliette               | Daniel Steibelt           |                |          | Sång och klaver        |                                       |
| 17, 18     | Sonat                                    | Wolfgang Amadeus Mozart   | -              | -        | Klaver                 |                                       |
| 19, 20, 21 | Tema med variationer                     | Joseph Gelinek            |                |          | Klaver                 | Temat är hämtat ur Sweitzer Famillen. |
| 19, 20, 21 | Vals                                     |                           |                |          | Klaver                 |                                       |
| 22, 23     | Duett ur Den förmenta Prinsen            | Wenzel Müller             |                |          | Två sångare och klaver |                                       |
| 24, 25     | Aria ur Den förmenta Prinsen             | Wenzel Müller             |                |          | Sång och klaver        |                                       |
| 26, 27     | Aria ur Zemir och Azor                   | André Grétry              |                |          | Sång och klaver        |                                       |
| 28, 29, 30 | Trio ur Zemir och Azor                   | André Grétry              |                |          | Tre sångare och klaver |                                       |

### 1823
| Nr                 | Namn                                   | Kompositör                | Textförfattare | Arrangör        | Besättning             | Övrigt          |
| ------------------ | -------------------------------------- | ------------------------- | -------------- | --------------- | ---------------------- | --------------- |
| 1                  | Kupletter ur Två ord                   | Nicolas Dalayrac          |                |                 | Sång och klaver        |                 |
| 2, 3               | Aria ur Två ord                        | Nicolas Dalayrac          |                |                 | Sång och klaver        |                 |
| 4, 5, 6            | Ouvertyr till Vestalen                 | Gaspare Spontini          | -              |                 | Klaver                 |                 |
| 7, 8, 9            | 3. Andante ur stråkkvartett nr 18      | Wolfgang Amadeus Mozart   | -              |                 | Klaver                 | K. 464.         |
| Kuplett ur Fanchon | Friedrich Heinrich Himmel              |                           |                | Sång och klaver |                        |                 |
| 10, 11, 12         | Ouvertyr till Friskytten               | Carl Maria von Weber      |                |                 | Klaver                 |                 |
| 13, 14, 15, 16     | Musik ur Ifigenia i Tauris             | Christoph Willibald Gluck |                |                 | Sång och klaver        |                 |
| 13, 14, 15, 16     | Allegro molto                          | Weisse                    |                |                 | Klaver                 |                 |
| 13, 14, 15, 16     | Vals                                   | Öhms                      |                |                 | Klaver                 | Insänd.         |
| 17, 18, 19, 20     | Le Retour du Printems "Divertissement" | Johann Baptist Cramer     | -              | -               | Klaver                 | M.7.06, IJC 46. |
| 21, 22, 23         | Romans ur Die Räubergburg              | Friedrich Kuhlau          |                |                 | Sång och klaver        |                 |
| 21, 22, 23         | Ariette ur Die Räubergburg             | Friedrich Kuhlau          |                |                 | Sång och klaver        |                 |
| 21, 22, 23         | Trio ur Die Räubergburg                | Friedrich Kuhlau          |                |                 | Tre sångare och klaver |                 |
| 24, 25             | Trio ur Die Räubergburg                | Friedrich Kuhlau          |                |                 | Tre sångare och klaver |                 |
| 24, 25             | Tysk vals                              | Ludwig van Beethoven      |                |                 | Klaver                 |                 |
| 26, 27             | Allegretto                             |                           |                |                 | Klaver                 |                 |
| 26, 27             | Kuplett ur Die Räubergburg             | Friedrich Kuhlau          |                |                 | Sång och klaver        |                 |
| 26, 27             | Romans ur Die Räubergburg              | Friedrich Kuhlau          |                |                 | Sång och klaver        |                 |
| 26, 27             | Enre-Act ur Le petit Chaperon Rouge    | Boieldieu                 |                |                 | Klaver                 |                 |
| 26, 27             | Sorgmarsch                             |                           |                |                 | Klaver                 |                 |
| 28, 29, 30         | Rondeau                                | Ludwig van Beethoven      |                |                 | Klaver                 |                 |
| 28, 29, 30         | Aftonvandringen                        | Olof Åhlström             |                |                 | Sång och klaver        |                 |

### 1824
| Nr         | Namn                                   | Kompositör                | Textförfattare | Arrangör | Besättning      | Övrigt |
| ---------- | -------------------------------------- | ------------------------- | -------------- | -------- | --------------- | ------ |
| 1, 2       | Ouvertyr till Demetrio e Polibio       | Gioacchino Rossini        |                |          | Klaver          |        |
| 3, 4       | Aria                                   | Joseph Haydn              |                |          | Sång och klaver |        |
| 3, 4       | Vals ur Barberaren i Sevilla           | Gioacchino Rossini        |                |          | Klaver          |        |
| 5          | Romance ur Sulmona                     | Lindpaintner              |                |          | Sång och klaver |        |
| 6, 7, 8, 9 | Aria ur Turken i Italien               | Gioacchino Rossini        |                |          | Sång och klaver |        |
| 6, 7, 8, 9 | Aria ur Turken i Italien               | Gioacchino Rossini        |                |          | Sång och klaver |        |
| 10, 11     | Maestoso                               | Johann Baptist Cramer     |                |          | Klaver          |        |
| 10, 11     | Norsk vals                             | Hans Hagerup Falbe        |                |          | Klaver          |        |
| 10, 11     | Andante                                | Ludwig van Beethoven      |                |          | Klaver          |        |
| 12, 13     | Ouvertyr till La donna del lago        | Gioacchino Rossini        |                |          | Sång och klaver |        |
| 14, 15     | Aria ur Le Délire                      | Henri Montan Berton       |                |          | Sång och klaver |        |
| 14, 15     | Romans ur Le Délire                    | Henri Montan Berton       |                |          | Sång och klaver |        |
| 16, 17, 18 | Ariette                                | Vincenzo Righini          |                |          | Sång och klaver |        |
| 16, 17, 18 | Ariette                                | Vincenzo Righini          |                |          | Sång och klaver |        |
| 16, 17, 18 | Ariette                                | Vincenzo Righini          |                |          | Sång och klaver |        |
| 16, 17, 18 | Ariette                                | Vincenzo Righini          |                |          | Sång och klaver |        |
| 19, 20     | Rondo                                  | Johann Baptist Cramer     |                |          | Klaver          |        |
| 21, 22, 23 | Ouvertyr till Enleveringen ur Seraljen | Wolfgang Amadeus Mozart   | -              |          | Klaver          |        |
| 21, 22, 23 | Echo                                   | Edmund Passy              |                |          | Sång och klaver |        |
| 24, 25     | Aria ur Alexis                         | Nicolas Dalayrac          |                |          | Sång och klaver |        |
| 24, 25     | Romans                                 | Johann Nepomuk Hummel     |                |          | Klaver          |        |
| 26, 27     | Introduktion et Grande Marsch          | Ferdinand Ries            |                |          | Klaver          |        |
| 28, 29, 30 | Hönshuset Badinage                     | Johan Wikmanson           |                |          | Klaver          |        |
| 28, 29, 30 | Kuplett ur Två ord                     | Nicolas Dalayrac          |                |          | Sång och klaver |        |
| 28, 29, 30 | Vals ur Le petil Charperon Rouge       | François Adrien Boïeldieu |                |          | Klaver          |        |
| 28, 29, 30 | Ecossäs                                |                           |                |          | Klaver          |        |
| 28, 29, 30 | Vals ur Tancredi                       | Gioacchino Rossini        |                |          | Klaver          |        |

### 1825
| Nr     | Namn                                     | Kompositör                  | Textförfattare | Arrangör     | Besättning             | Övrigt                             |
| ------ | ---------------------------------------- | --------------------------- | -------------- | ------------ | ---------------------- | ---------------------------------- |
| 1      | Recitativ och aria ur Tancred            | Gioacchino Rossini          |                | Edmund Passy | Sång och Piano Forte.  |                                    |
| 2      | Fandango                                 | Johann Baptist Cramer       | -              |              | Klaver                 |                                    |
| 3      | Andante quasi Allegretto                 | Ludwig van Beethoven        |                |              | Sång och klaver        |                                    |
| 4, 5   | Le songe de Rousseau Air varie           | Johann Baptist Cramer       | -              |              | Klaver                 |                                    |
| 6      | Duett                                    | Vincenzo Righini            |                |              | Två sångare och klaver |                                    |
| 7      | Andante                                  | Wolfgang Amadeus Mozart     |                |              | Klaver                 |                                    |
| 7      | Allegro Moderato                         | Johann Baptist Cramer       | -              |              | Klaver                 |                                    |
| 8      | Der Uhrauszieher Wiener Schlittagen vals |                             |                |              | Klaver                 |                                    |
| 8      | Den älskande                             | Ludwig van Beethoven        |                |              | Sång och klaver        |                                    |
| 8      | Den åldriges klagan                      | Ludwig van Beethoven        |                |              | Sång och klaver        |                                    |
| 9      | Tema med variationer                     | J. B. Hummel                |                |              | Klaver                 |                                    |
| 10     | Andante cantabile                        | Johann Baptist Cramer       |                |              | Klaver                 |                                    |
| 10     | Vals                                     | Gioacchino Rossini          |                |              | Klaver                 |                                    |
| 11, 12 | Cavatina alla polacca                    | Michele Carafa de Colobrano |                |              | Sång och klaver        |                                    |
| 11, 12 | Aria ur Vestalen                         | Gaspare Spontini            |                |              | Sång och klaver        |                                    |
| 11, 12 | Marsch ur Aline                          | Henri Montan Berton         |                |              | Klaver                 |                                    |
| 13, 14 | Aria ur Jessonda                         | Louis Spohr                 |                |              | Sång och klaver        |                                    |
| 13, 14 | Tema med variationer                     | A. Fromell                  |                |              | Klaver                 | Temat är hämtat från Trollflöjten. |
| 15     | Aria ur Vestalen                         | Gaspare Spontini            |                |              | Sång och klaver        |                                    |

### 1826
| Nr     | Namn                        | Kompositör              | Textförfattare | Arrangör | Besättning        | Övrigt                       |
| ------ | --------------------------- | ----------------------- | -------------- | -------- | ----------------- | ---------------------------- |
| 1      | Aria ur Jessonda            | Louis Spohr             |                |          | Sång och klaver   |                              |
| 1      | Aria ur Vestalen            | Gaspare Spontini        |                |          | Sång och klaver   |                              |
| 2, 3   | Rondo ur Jessonda           | Louis Spohr             |                |          | Sång och klaver   |                              |
| 2, 3   | Rondo över ett tema         | Friedrich Kuhlau        |                |          | Klaver            | Temat är hämtat ur Don Juan. |
| 4      | Vals                        | Johann Nepomuk Hummel   |                |          | Klaver            |                              |
| 4      | Vals                        | Johann Nepomuk Hummel   |                |          | Fyrhändigt klaver |                              |
| 4      | Polonäs                     | J. N. Hummel            |                |          | Klaver            |                              |
| 5      | Aria ur Sylpherina          | Himmel                  |                |          | Sång och klaver   |                              |
| 5      | Vals                        | Ludwig van Beethoven    |                |          | Klaver            |                              |
| 5      | Vals                        | Ludwig van Beethoven    |                |          | Klaver            |                              |
| 6      | Ox menuetten                | Joseph Haydn            |                |          | Klaver            |                              |
| 6      | Kuplett ur Preciosa         | Carl Maria von Weber    |                |          | Klaver            |                              |
| 6      | Kuplett                     |                         |                |          | Sång och klaver   |                              |
| 7      | Aria ur Figaros bröllop     | Wolfgang Amadeus Mozart |                |          | Sång och klaver   |                              |
| 7      | Marsch ur Fernand Cortes    | Gaspare Spontini        |                |          | Klaver            |                              |
| 8, 9   | Aria ur Figaros bröllop     | Wolfgang Amadeus Mozart |                |          | Sång och klaver   |                              |
| 8, 9   | Aria ur Figaros bröllop     | Wolfgang Amadeus Mozart |                |          | Sång och klaver   |                              |
| 8, 9   | Vals                        | J W Zimmerman           |                |          | Klaver            |                              |
| 10     | Tema med variationer        | Johann Nepomuk Hummel   |                |          | Klaver            |                              |
| 11, 12 | Cavatina ur Figaros bröllop | Wolfgang Amadeus Mozart |                |          | Sång och klaver   |                              |
| 11, 12 | Aria ur Vestalen            | Gaspare Spontini        |                |          | Sång och klaver   |                              |
| 11, 12 | Aria ur Die Räuberburg      | Friedrich Kuhlau        |                |          | Sång och klaver   |                              |
| 13, 14 | Tema med variationer        | Carl Czerny             |                |          | Klaver            |                              |
| 13, 14 | Johanna - Quadrill          |                         |                |          | Klaver            | Insänd.                      |
| 15     | Zigeuner marsch ur Preciosa | Carl Maria von Weber    |                |          | Klaver            |                              |
| 15     | Ecossäs                     | Zimmerman               |                |          | Klaver            |                              |
| 15     | Romans ur Joseph            | Mehul                   |                |          | Klaver            |                              |

### 1827
| Nr     | Namn                                         | Kompositör                | Textförfattare | Arrangör     | Besättning                 | Övrigt                               |  |
| ------ | -------------------------------------------- | ------------------------- | -------------- | ------------ | -------------------------- | ------------------------------------ |  |
| 1      | Jag sökte och fann                           | Romans                    |                |              |                            | Sång och klaver                      |  |
| 1      | Ecossäs                                      | J. W. Zimmerman           |                |              | Klaver                     |                                      |  |
| 1      | Vals                                         | Zimmerman                 |                |              | Klaver                     |                                      |  |
| 2, 3   | Aria ur Hvita Frun                           | François Adrien Boïeldieu |                |              | Sång och klaver            |                                      |  |
| 2, 3   | Larghetto ur Othello                         | J. Rossini                |                |              | Klaver                     |                                      |  |
| 4, 5   | Duett ut Hvita Frun                          | François Adrien Boïeldieu |                |              | Två sångare och klaver     |                                      |  |
| 6      | Galoppvals med variationer                   | A. Fromelt                |                |              | Klaver                     |                                      |  |
| 6      | Vals                                         | A. Setterholm             |                |              | Klaver                     |                                      |  |
| 7, 8   | Cavatina ur Hvita Frun                       | François Adrien Boïeldieu |                |              | Sång och klaver            |                                      |  |
| 9      | Allegretto moderato                          | J. B. Cramer              |                |              | Klaver                     |                                      |  |
| 10     | Aria ur Idomeneo                             | Wolfgang Amadeus Mozart   |                |              | Sång och klaver            |                                      |  |
| 11, 12 | Tema med variationer                         | Ludwig van Beethoven      |                |              | Klaver                     | Temat är hämtat ur Schöne Müllerinn. |  |
| 11, 12 | Schwizer vals                                | J. N. Hummel              |                |              | Piano Forte                |                                      |  |
| 13, 14 | Recitativ och duett ur Allessandroa in Efeso | P. Lindpaintner           |                |              | Två sångare och klaver     |                                      |  |
| 13, 14 | Ballett ur Armide                            | Gluck                     |                |              | Klaver                     |                                      |  |
| 15     | Bäjerska favorit folksången                  | Spontini                  |                |              | Klaver                     |                                      |  |
| 15     | Ecossäs                                      | F. Kittler                |                |              | Klaver                     |                                      |  |
| 15     | Vals                                         |                           |                | J. W. Hummel | Kör (SATB) och Piano Forte | Komponerad för Apollosalen i Wien.   |  |
| 15     | Rondo                                        | M. Henkel                 |                |              | Klaver                     |                                      |  |

### 1828
| Nr     | Namn                                 | Kompositör                | Textförfattare | Arrangör | Besättning         | Övrigt |
| ------ | ------------------------------------ | ------------------------- | -------------- | -------- | ------------------ | ------ |
| 1, 2   | Tema med variationer                 | Ludwig van Beethoven      |                |          | Klaver             |        |
| 1, 2   | Vals                                 | J. W. Zimmerman           |                |          | Klaver             |        |
| 3, 4   | Aria ur Chaperon Rouge               | François Adrien Boïeldieu |                |          | Sång och klaver    |        |
| 3, 4   | Grazioso                             |                           |                |          | Fyrhändigt klaver  |        |
| 5      | Polonäs                              | N. Hummel                 |                |          | Klaver             |        |
| 5      | Kuplett ur Chaperon Rouge            | François Adrien Boïeldieu |                |          | Sång och klaver    |        |
| 5      | Allegretto                           | Hertz                     |                |          | Klaver             |        |
| 5      | Lappsång                             |                           |                |          | Klaver             |        |
| 6      | Recitativ och aria ur Chaperon Rouge | François Adrien Boïeldieu |                |          | Sång och klaver    |        |
| 7, 8   | Tema med variationer                 | F. Kalkbrenner            |                |          | Klaver             |        |
| 7, 8   | Rondo                                |                           |                |          | Klaver             |        |
| 7, 8   | Grazioso                             | Olof Åhlström             |                |          | Sång och klaver    |        |
| 9, 10  | Rondo brillant                       | Carl Maria von Weber      |                |          | Klaver             |        |
| 9, 10  | Polonäs                              | Oginsky                   |                |          | Klaver             |        |
| 11, 12 | Aria ur Iphigenie i Tauriden         | Gluck                     |                |          | Sång och klaver    |        |
| 11, 12 | Aria ur Faust                        | Louis Spohr               |                |          | Sång och klaver    |        |
| 11, 12 | Pantomimisk dans ur Faust            | Louis Spohr               |                |          | Klaver             |        |
| 13     | Duett ur Faust                       | Louis Spohr               |                |          | Sångare och klaver |        |
| 14, 15 | Recitativ och aria ur Faust          | Louis Spohr               |                |          | Sång och klaver    |        |

### 1829
| Nr         | Namn                                         | Kompositör                | Textförfattare | Arrangör | Besättning               | Övrigt  |
| ---------- | -------------------------------------------- | ------------------------- | -------------- | -------- | ------------------------ | ------- |
| 1          | Kuplett ur Faust                             | Louis Spohr               |                |          | Sång och klaver          |         |
| 1          | Vals                                         | Ludwig van Beethoven      |                |          | Klaver                   |         |
| 2          | Kuplett ur Hvita Frun                        | François Adrien Boïeldieu |                |          | Sång och klaver          |         |
| 3, 4, 5    | Aria ur Hvita Frun                           | François Adrien Boïeldieu |                |          | Sång och klaver          |         |
| 3, 4, 5    | Marcia Maestoso                              | Edmund Passy              |                |          | Klaver                   |         |
| 6, 7       | Ouvertyr till Hemligheten                    | Jean-Pierre Solié         |                |          | Klaver                   |         |
| 6, 7       | Tyroler visa                                 |                           |                |          | Sång och klaver          |         |
| 6, 7       | Marsch                                       | Eric Gabriel von Rosén    | -              |          | Klaver                   |         |
| 8          | 2. Aria med recitativ ur Kristi gravläggning | Sigismund von Neukomm     |                |          | Sång (sopran) och klaver | Op. 49. |
| 9          | Ouvertyr till Das Pfauenfest                 | Johann Rudolf Zumsteeg    | -              |          | Klaver                   |         |
| 10, 11     | Duett                                        |                           |                |          | Två sångare och klaver   |         |
| 12         | Vals                                         |                           |                |          | Klaver                   |         |
| 12         | Divertissement enforme de vals               | G. Günther                |                |          | Klaver                   |         |
| 12         | Hoppet                                       | Rudolph Bay               |                |          | Sång och klaver          |         |
| 12         | Fuga                                         | Georg Friedrich Händel    |                |          | Orgel                    |         |
| 13, 14, 15 | Aria ur Ungdom och dårskap                   | Du Pui                    |                |          | Sång och klaver          |         |
| 13, 14, 15 | Entre akt till fjärde akten                  | Hjalmar                   |                |          | Violin och piano forte   |         |

### 1830
| Nr     | Namn                                                      | Kompositör                | Textförfattare | Arrangör | Besättning             | Övrigt |
| ------ | --------------------------------------------------------- | ------------------------- | -------------- | -------- | ---------------------- | ------ |
| 1      | Tredje akten, tredje scenen                               | Hjalmar                   |                |          | Violin och piano forte |        |
| 1      | Marsch ur Hjalmar                                         | Hjalmar                   |                |          | Violin och piano forte |        |
| 2      | Romans ur Zemire och Azor                                 | Louis Spohr               |                |          | Sång och klaver        |        |
| 2      | Tema med variationer                                      | Georg Joseph Vogler       |                |          | Klaver                 |        |
| 3, 4   | Musik                                                     | Joseph Martin Kraus       |                |          | Sång och klaver        |        |
| 3, 4   | Polonäs                                                   |                           |                |          | Klaver                 |        |
| 3, 4   | Till min flicka                                           | Joseph Martin Kraus       |                |          | Sång och klaver        |        |
| 5, 6   | Ouvertyr till Le Petit Chaperon rouge                     | François Adrien Boïeldieu |                |          | Klaver                 |        |
| 5, 6   | Air Chinois                                               |                           |                |          | Klaver                 |        |
| 7      | Aria ur Sargino ossia L'Allievo dell'amore                | Ferdinando Paër           |                |          | Sång och klaver        |        |
| 8      | Ouvertyr till Così fan tutte                              | Wolfgang Amadeus Mozart   |                |          | Klaver                 |        |
| 9, 10  | Duett ur La straniera                                     | Vincenzo Bellini          |                |          | Två sångare och klaver |        |
| 9, 10  | Cavatina ur La straniera                                  | Vincenzo Bellini          |                |          | Sång och klaver        |        |
| 11     | Adagio                                                    | Haydn                     |                |          | Klaver                 |        |
| 12     | Ouvertyr till Den förtrollande Skogen                     | Vincenzo Righini          |                |          | Klaver                 |        |
| 13     | Marsch och introduktion till Det befriade Jerusalem       | Vincenzo Righini          |                |          | Klaver                 |        |
| 13     | Dans och Militaire Exercitie till Den förtrollande Skogen | Vincenzo Righini          |                |          | Klaver                 |        |
| 14, 15 | Aria med recitativ ur Försonaren på Oljoberget            | Pehr Frigel               |                |          | Sång och klaver        |        |
| 14, 15 | Aria Cantabile                                            |                           |                |          | Sång och klaver        |        |
| 14, 15 | Cavatina ur Den förtrollande Skogen                       | Vincenzo Righini          |                |          | Sång och klaver        |        |

### 1831
| Nr         | Namn                                                   | Kompositör            | Textförfattare | Arrangör | Besättning             | Övrigt |
| ---------- | ------------------------------------------------------ | --------------------- | -------------- | -------- | ---------------------- | ------ |
| 1          | Corpo di Ballo ur Det befriade Jerusalem               | Vincenzo Righini      |                |          | Klaver                 |        |
| 1          | Pantomina Gioconda Dei Guerrieri ur La selva incantata | Vincenzo Righini      |                |          | Klaver                 |        |
| 2, 3       | Aria ur Det befriade Jerusalem                         | Vincenzo Righini      |                |          | Sång och klaver        |        |
| 2, 3       | Aria ur Det befriade Jerusalem                         | Vincenzo Righini      |                |          | Sång och klaver        |        |
| 4, 5       | Duett ur Det befriade Jerusalem                        | Vincenzo Righini      |                |          | Två sångare och klaver |        |
| 4, 5       | Cavatina ur Det befriade Jerusalem                     | Vincenzo Righini      |                |          | Sång och klaver        |        |
| 6, 7, 8    | Ouvertyr till Wilhelm Tell                             | Rossini               |                |          | Klaver                 |        |
| 6, 7, 8    | Glada drömmar ur Atis                                  | Piccini               |                |          | Klaver                 |        |
| 9          | Adagio                                                 | Haydn                 |                |          | Klaver                 |        |
| 10         | Aria ur Det befriade Jerusalem                         | Vincenzo Righini      |                |          | Sång och klaver        |        |
| 11         | Romans                                                 | Czerny                |                |          | Klaver                 |        |
| 11         | Andante Grazioso                                       | Frederik Carl Lemming |                |          | Sång och klaver        |        |
| 11         | Romans                                                 | Czerny                |                |          | Klaver                 |        |
| 12, 13, 14 | Polonäs                                                | Mayseder              |                |          | Klaver                 |        |
| 15         | Aria ur Messias                                        | Händel                |                |          | Sång och klaver        |        |

### 1832
| Nr         | Namn                              | Kompositör                | Textförfattare | Arrangör         | Besättning      | Övrigt                  |
| ---------- | --------------------------------- | ------------------------- | -------------- | ---------------- | --------------- | ----------------------- |
| 1          | Andantino                         | Georg Joseph Vogler       |                |                  | Klaver          |                         |
| 2          | Aria ur Det befriade Jerusalem    | Vincenzo Righini          |                |                  | Sång och klaver |                         |
| 2          | Marsch                            | Frederik Carl Lemming     |                |                  | Klaver          |                         |
| 3, 4       | Andante med variationer           | Ludwig van Beethoven      |                |                  | Klaver          |                         |
| 5, 6, 7    | Sonat 1                           | Ludwig van Beethoven      | -              | -                | Klaver          | Tillägnad Joseph Haydn. |
| 5, 6, 7    | Romans                            | François Adrien Boïeldieu |                |                  | Sång och klaver |                         |
| 8          | Nocturne                          | John Field                | -              | -                | Klaver          |                         |
| 8          | Visa                              | Passy                     | Tegnér         |                  | Sång och klaver | Tillägnad en yngling.   |
| 9, 10, 11  | Aria ur Det befriade Jerusalem    | Vincenzo Righini          |                |                  | Sång och klaver |                         |
| 9, 10, 11  | Ord och musik på en väns namnsdag | Frederik Carl Lemming     |                |                  | Sång och klaver |                         |
| 9, 10, 11  | Andante polonäs                   |                           |                |                  | Klaver          |                         |
| 12, 13, 14 | Ouvertyr till Lulu                | Friedrich Kuhlau          | -              | Friedrich Kuhlau | Klaver          |                         |
| 15         | Herdeklagan                       | Neukomm                   | Goethe         |                  | Sång och klaver |                         |

### 1833
| Nr      | Namn                  | Kompositör              | Textförfattare | Arrangör | Besättning        | Övrigt                                      |
| ------- | --------------------- | ----------------------- | -------------- | -------- | ----------------- | ------------------------------------------- |
| 1, 2, 3 | Aria                  | Ludwig van Beethoven    |                |          | Sång och klaver   |                                             |
| 1, 2, 3 | Aria                  |                         |                |          | Sång och klaver   |                                             |
| 4, 5    | Aria                  | Ludwig van Beethoven    |                |          | Sång och klaver   |                                             |
| 4, 5    | Musikaliska tanka     | Carl Maria von Weber    |                |          | Klaver            |                                             |
| 4, 5    | Trio                  |                         |                |          | Klaver            |                                             |
| 6, 7    | Marsch                |                         |                |          | Klaver            |                                             |
| 6, 7    | Ouvertyr till Hjalmar |                         |                |          | Fyrhändigt klaver |                                             |
| 6, 7    | Allegro Giusto        | C. F. Lemming           |                |          | Klaver            |                                             |
| 8       | Vals med variationer  | C. F. Schröter          |                |          | Klaver            | Temat är skrivet av Ludwig van Beethoven.   |
| 9       | Poco adagio (hoppet)  | Ludwig van Beethoven    |                |          | Sång och klaver   |                                             |
| 9       | Marsch                | Ha effner               | Fahlcrantz     |          | Manskör (TTBB)    | Minnesfesten i Uppsala den 6 november 1832. |
| 10      | Tema med variationer  | Rode                    |                |          | Klaver            |                                             |
| 11, 12  | Aria ur Idomeneo      | Wolfgang Amadeus Mozart |                |          | Sång och klaver   |                                             |
| 11, 12  | Marsch                |                         |                |          | Klaver            |                                             |
| 13      | Aria ur Euryanthe     | Carl Maria von Weber    |                |          | Sång och klaver   |                                             |
| 13      | Polonäs               |                         |                |          | Klaver            |                                             |
| 14, 15  | Rondoletto            | F. Hünten               |                |          | Klaver            |                                             |
| 14, 15  | Rondo                 | F. Hünten               |                |          | Klaver            |                                             |

### 1834
| Nr      | Namn                                                                    | Kompositör                | Textförfattare | Arrangör | Besättning                             | Övrigt                                      |
| ------- | ----------------------------------------------------------------------- | ------------------------- | -------------- | -------- | -------------------------------------- | ------------------------------------------- |
| 1       | 5. Aria med kör "Der auf Morgen Abend Gluthen" ur Jessonda              | Louis Spohr               |                |          | Bassolist, manskör (unison) och klaver | WoO 53.                                     |
| 2       | Nocturne                                                                | Edmund Passy              | -              | -        | Klaver                                 | Tillägnad eleven mademoiselle A. Benedicks. |
| 3, 4    | 14. Aria med recitativ "Enfin me voilà seul" ur Le petit chaperon rouge | François Adrien Boïeldieu |                |          | Tenorsolist och klaver                 |                                             |
| 5, 6, 7 | Ouvertyr ur Medea                                                       | Luigi Cherubini           | -              |          | Fiol och klaver                        |                                             |
| 8, 9    | 12. Aria "Fuor del mar" ur Idomeneo                                     | Wolfgang Amadeus Mozart   |                |          | Tenorsolist och klaver                 |                                             |
| 10, 11  | Aria "Non vi turbate, no" ur Alceste                                    | Christoph Willibald Gluck |                |          | Sopransolist och klaver                |                                             |
| 10, 11  | Aria "Ah! Si la liberté me doit ëtre ravie" ur Armide                   | Christoph Willibald Gluck |                |          | Sopransolist och klaver                |                                             |
| 10, 11  | Aria "Unis dés la plus tendre enfance" ur Ifigenia i Tauris             | Christoph Willibald Gluck |                |          | Tenorsolist och klaver                 |                                             |
| 10, 11  | Aria ur Ifigenia i Tauris                                               | Christoph Willibald Gluck |                |          | Sopransolist och klaver                |                                             |
| 12      | Tema med variationer ur L'algade de la Vega                             | George Onslow             |                |          | Klaver                                 |                                             |
| 13, 14  | Recitatio och Aria ur Marie                                             | Ferdinand Hérold          |                |          | Sång och klaver                        |                                             |
| 13, 14  | Ariette ur Marie                                                        | Ferdinand Hérold          |                |          | Sång och klaver                        |                                             |
| 15      | Sommaren Recitativ och aria ur Årstiderne                               | Joseph Haydn              |                |          | Sång och klaver                        |                                             |
| 15      | Polonäs                                                                 |                           |                |          |                                        |                                             |